# Personaggi di Due uomini e mezzo

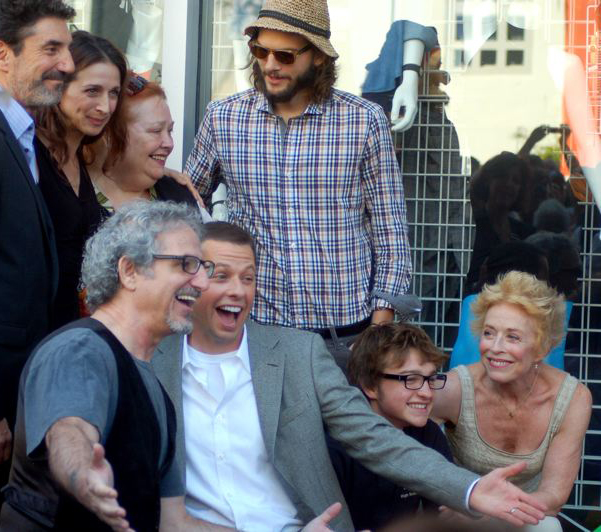
Una parte del cast artistico e tecnico della sitcom

Questa voce contiene un elenco dei personaggi presenti nella sitcom Due uomini e mezzo.

## Personaggi principali
| Personaggio           | Interprete           | Stagione | Stagione | Stagione | Stagione | Stagione | Stagione | Stagione | Stagione | Stagione | Stagione | Stagione | Stagione |
| Personaggio           | Interprete           | 1        | 2        | 3        | 4        | 5        | 6        | 7        | 8        | 9        | 10       | 11       | 12       |
| --------------------- | -------------------- | -------- | -------- | -------- | -------- | -------- | -------- | -------- | -------- | -------- | -------- | -------- | -------- |
| Charlie Harper        | Charlie Sheen        |          |          |          |          |          |          |          |          |          |          |          |          |
| Alan Harper           | Jon Cryer            |          |          |          |          |          |          |          |          |          |          |          |          |
| Jake Harper           | Angus T. Jones       |          |          |          |          |          |          |          |          |          |          |          |          |
| Judith Harper-Melnick | Marin Hinkle         |          |          |          |          |          |          |          |          |          |          |          |          |
| Rose                  | Melanie Lynskey      |          |          |          |          |          |          |          |          |          |          |          |          |
| Evelyn Harper         | Holland Taylor       |          |          |          |          |          |          |          |          |          |          |          |          |
| Berta                 | Conchata Ferrell     |          |          |          |          |          |          |          |          |          |          |          |          |
| Kandi                 | April Bowlby         |          |          |          |          |          |          |          |          |          |          |          |          |
| Chelsea Melini        | Jennifer Bini Taylor |          |          |          |          |          |          |          |          |          |          |          |          |
| Walden Schmidt        | Ashton Kutcher       |          |          |          |          |          |          |          |          |          |          |          |          |
| Jenny                 | Amber Tamblyn        |          |          |          |          |          |          |          |          |          |          |          |          |
| Louis                 | Edan Alexander       |          |          |          |          |          |          |          |          |          |          |          |          |

- Legenda:      nel cast principale;      nel cast ricorrente;      apparizione guest;      non presente nel cast.

### Charlie Harper

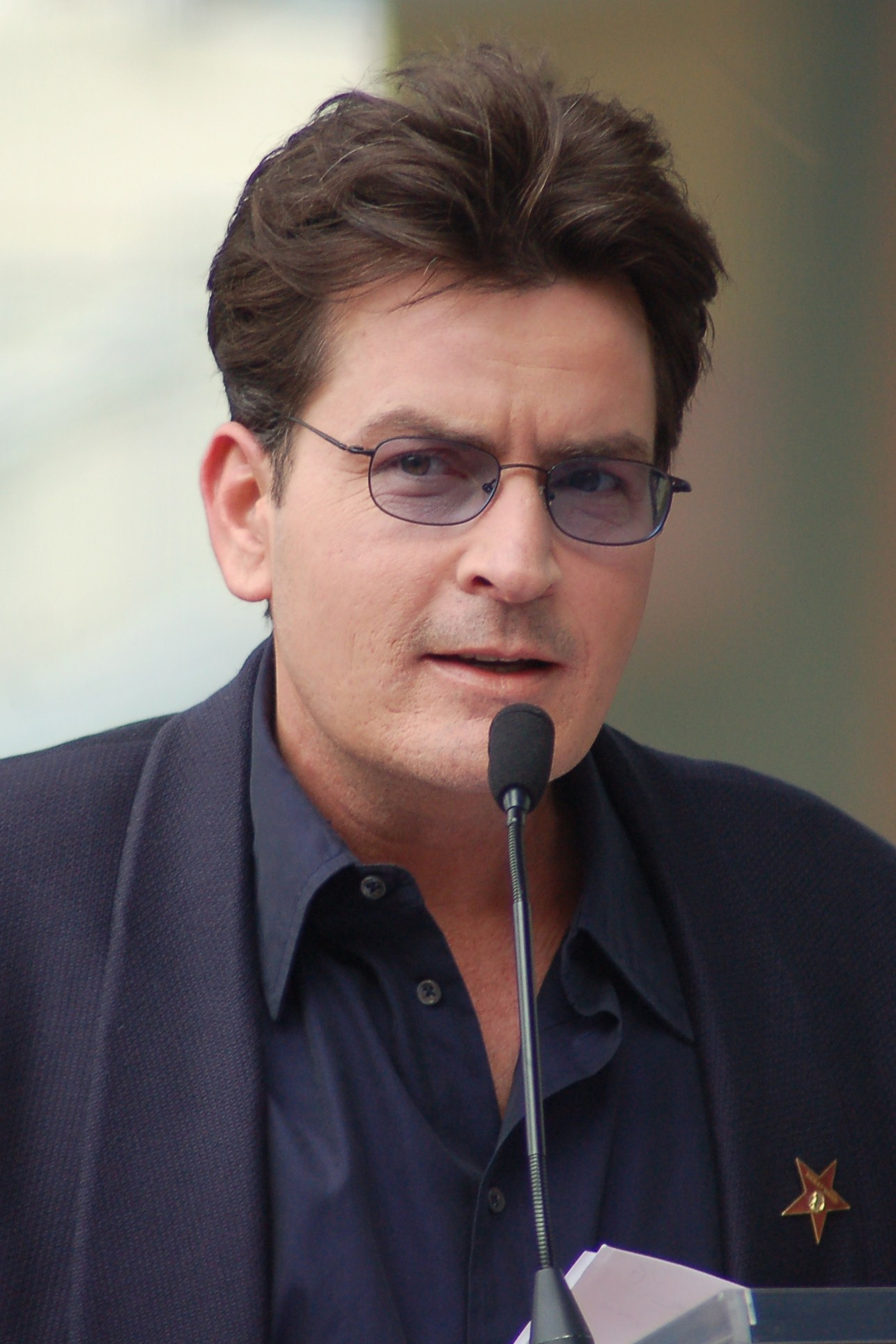
Charlie Sheen (2009)

Charlie Francis Harper (interpretato da Charlie Sheen; stagioni 1-8; guest stagioni 9 e 12), è stato, assieme al fratello Alan e al nipote Jake, il protagonista della serie dalla prima all'ottava stagione. Charlie è un musicista: suona il pianoforte e si guadagna da vivere scrivendo e suonando sigle pubblicitarie nella sua villa sul mare a Malibù. Veste sempre con lo stesso abbigliamento (camicie da bowling a maniche corte, pantaloncini e mocassini) e sostanzialmente è un uomo pigro che ama le cose facili e poco impegnative, non è particolarmente parsimonioso e spesso spende il suo denaro per motivi futili o cose inutili. Non si appassiona praticamente a niente, cosa che probabilmente è da associare alla sua pigrizia: infatti gli interessa solamente guardare la tv sul divano, bere, giocare a poker e scommettere. La sua caratteristica più peculiare è quella di essere un donnaiolo incallito: ha copulato con un numero sproporzionato di donne, spesso pagando delle escort, e non si fa nessuno scrupolo a sedurre anche donne sposate. Ha un atteggiamento spesso ironico: si diverte infatti a provocare suo fratello con battute sarcastiche e, nonostante gli voglia bene, non riesce a resistere alla tentazione di ricordargli sempre che la sua vita è migliore rispetto alla sua (infatti Alan lo invidia perché Charlie è sempre stato baciato dalla fortuna, nonostante spesso dimostri di non meritarla). Vuole inoltre bene anche a suo nipote Jake e cerca sempre di istruirlo con i suoi consigli, il più delle volte parecchio discutibili, anche se non lo ritiene particolarmente intelligente. Ha un rapporto molto conflittuale con la madre Evelyn: i due litigano quasi sempre scambiandosi delle frecciatine sarcastiche e molte volte è stato sottolineato che il suo atteggiamento nei confronti delle donne è stato influenzato dal suo rapporto con la figura materna. In diverse occasioni ha affermato che non gli sarebbe dispiaciuto diventare padre. Charlie è un uomo dai molteplici vizi: è superficiale, narcisista, promiscuo, egoista e immaturo, non accetta di assumersi nessun tipo di responsabilità, vive un'esistenza dedita solo all'ozio e al divertimento e non sopporta quando le persone gli ricordano che anche lui invecchia come tutti e che i suoi comportamenti non si addicono a un uomo della sua età. Charlie è il tipo di persona che cerca di risolvere i problemi con la via più facile ed è ben consapevole dei suoi difetti ma se ne fa semplicemente una ragione, infatti più volte ha affermato di non credere nell'autoperfezionamento o nella "crescita interiore". Ha inoltre un rapporto molto altalenante con l'alcol: passa infatti quasi tutto il suo tempo a bere e nonostante affermi di essere soddisfatto della sua vita spesso si intravede molta tristezza in lui e, data la sua incapacità di affrontare i suoi problemi interiori, è implicito che usi l'alcool per ignorarli. Dato per morto alla fine dell'ottava stagione, durante la luna di miele a Parigi con Rose, viene rivelato che Charlie era in bolletta, infatti sua madre vende la casa al miliardario Walden Schmidt, il quale diventa subito il migliore amico di suo fratello Alan, ospitandolo come fece in precedenza Charlie. Nell'ultimo episodio della serie si scopre che in realtà Charlie è ancora vivo: scoperto il tradimento, Rose lo aveva fatto riportare a casa e segregato in un pozzo nel seminterrato della casa che aveva comprato. Riuscito ad evadere, Charlie manda messaggi di vendetta a tutti i suoi conoscenti e familiari, per poi morire schiacciato dal suo pianoforte non appena suonato il campanello di casa. Quando Evelyn era incinta di lui si pensò che stesse per nascere una bambina, dal momento che l'ecografia non mostrò segni di un pene. Quando Alan e Judith divorziano, Charlie ospita suo fratello a casa sua mentre Jake passa con loro tutti i fine settimana; nonostante Alan sostenesse che quella a Malibù fosse solo una sistemazione temporanea, diventa rapidamente la sua dimora stabile. Charlie esprime sempre la sua frustrazione rivolta ad Alan e al fatto che non voglia trovarsi una casa sua, ma in realtà è stato inteso più volte che la cosa non gli dispiaccia: probabilmente ciò è da ricondursi al fatto che, data la sua immaturità, Charlie è del tutto incapace di costruire una relazione stabile e di conseguenza questo gli impedisce di avere una sua famiglia, motivo per cui probabilmente vede in Alan e Jake la famiglia surrogato che non riesce ad avere. Nell'undicesima stagione si scoprirà che Charlie ha tenuto nascosto per anni un segreto: una figlia di nome Jenny, avuta da una delle sue tante avventure.

### Alan Harper

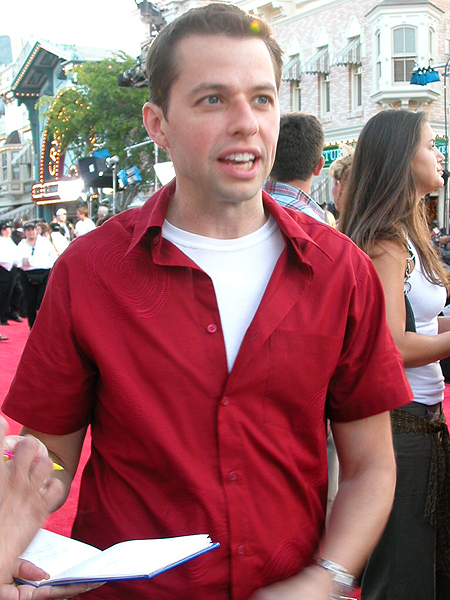
Jon Cryer (2003)

Alan Jerome Harper (interpretato da Jon Cryer; stagioni 1-12), è il fratello minore di Charlie e padre di Jake. Alan incarna lo stereotipo del fallito: qualunque cosa faccia e indipendentemente dal tipo di comportamento che decide di adottare tende sempre a non raggiungere i suoi obiettivi e le sue disavventure, anziché suscitare comprensione, sono piuttosto motivo di scherno da parte di chi gli sta vicino. La sua infanzia e adolescenza sono state obiettivamente traumatiche e difficili: rimasto orfano di padre in tenera età, è stato cresciuto da una madre disattenta ed egoista e un fratello maggiore che invece di prenderlo sotto la sua ala lo ha sempre deriso e umiliato. Era uno studente diligente ma non riuscì a conseguire il suo sogno di diventare un medico perché dovette abbandonare al primo anno la facoltà di medicina (troppo costosa per le sue magre finanze) e pertanto frequentò un corso di chiropratico in Messico per due anni. Anche nelle relazioni con le donne ha avuto molte delusioni: da giovane le ragazze lo evitavano e le poche relazioni che ebbe furono caratterizzate da umiliazioni e inevitabili rotture. Solo con una ragazza ancor più problematica di lui riuscì a costruire un rapporto più duraturo, la sua futura moglie Judith: anch'essa era cresciuta in una famiglia che non l'aveva mai apprezzata e viveva nell'ombra di una sorella più attraente e popolare. Il matrimonio di Alan e Judith cominciò subito male, con la madre dello sposo che pronunciò un discorso a dir poco imbarazzante e con Charlie e la sorella della sposa che si accoppiavano nel ripostiglio. Dopo la nascita del loro figlio, Jake, il rapporto dei due si guastò sempre di più, finché dopo dodici anni Judith non si dichiara lesbica e caccia di casa il marito (dalla seconda stagione però la donna torna a dichiararsi etero). Dopo il divorzio, non potendo permettersi una casa sua, si fa ospitare dal fratello Charlie nella sua proprietà a Malibù, nonostante avesse inizialmente affermato che si trattava solo di una sistemazione provvisoria e benché i due fratelli non si fossero più frequentati dai tempi del matrimonio di Alan. È un chiropratico molto dotato (anche se nelle ultime stagioni non eserciterà più perché gli viene revocata la licenza) ma quasi nessuno della sua famiglia lo apprezza, ritenendolo poco più che un falso medico. È stato inoltre un buon padre per Jake, riconoscendo la scarsa intelligenza del figlio ma volendogli lo stesso molto bene; col progredire della serie però comincia a trattare il figlio con sempre maggior sufficienza, non disdegnando mai di criticarlo o di considerarlo un idiota senza prospettive. Charlie lo ha da sempre scelto come bersaglio dei propri scherzi e delle proprie battute, esattamente come Berta; tra loro c'è tuttavia anche una sorta di affetto, che emergerà però solo in rarissime occasioni. Problematico è anche il rapporto con la madre Evelyn: spesso infatti Alan rivela che la donna ha affidato il suo allattamento e la sua crescita alla governante e che in generale non ha mai mostrato segni di affetto; nonostante ciò Alan sembra ancora, vanamente, cercare un barlume di affetto materno, ad esempio non dimenticandosi mai di compleanni, anniversari o di congratularsi per i successi di Evelyn in ambito lavorativo. Ha un carattere accomodante e remissivo, specie con coloro che lo ospitano (Charlie prima e Walden poi) e anche con le donne: Berta, in particolare, sembra essere letteralmente in grado di terrorizzarlo. Nonostante abbia alle spalle due matrimoni e molte relazioni, molti dubitano della sua eterosessualità dati alcuni interessi tipicamente femminili che sembra avere (manicure, pedicure, organizzazione di cerimonie e così via) e anche una spiccata sensibilità. Altra caratteristica del personaggio è che si dichiara sempre al verde. In realtà i suoi guadagni sono elevati (in più occasioni dichiara spudoratamente di aver evaso il fisco per milioni e il fratello in un'occasione trova 5.000 dollari nascosti nella sua camera) ma vi rinuncia per far fronte agli assegni di mantenimento; in un'occasione subisce una verifica fiscale, per quanto sproporzionato sia l'importo dell'assegno che corrisponde a Judith. Anche la sua seconda ex moglie, Kandi, gli fa sperperare molto denaro in cose futili, ma lui non riesce a dirle di no pur di non rinunciare al sesso con lei. Da quando Judith si risposa l'assegno viene ridotto, ma deve comunque corrispondere un assegno per Jake, anche se ovviamente Judith sperpera i soldi solo per se stessa, concedendosi liposuzioni, crociere e altre cose, pur di far dispiacere al suo ex. A prescindere da tutto, comunque si può notare che Alan abbia un attaccamento malsano verso il denaro, perché non fa manutenzione alla sua macchina, compra medicinali scaduti, scrocca cene, compra esclusivamente cose economiche, di scarsa qualità e di dubbio gusto e fa altre cose che inevitabilmente lo fanno diventare odioso a tutti quelli che gli stanno intorno. Da tutti è considerato "un bravo ragazzo", eppure numerose sono le volte in cui adotta comportamenti negativi. Infatti non perde mai occasione per criticare gli altri, è ipocrita, invidioso, è perverso in ambito sessuale (benché abbia sempre criticato il fratello a tal proposito) e tende a diventare rapidamente egoista, geloso e poco premuroso nei confronti delle sue compagne. In numerose occasioni non ha esitato a mentire pur di far fare brutte figure al fratello Charlie (ad esempio quando questi frequentava Chelsea). È un uomo nevrotico, insicuro e con poca autostima e non è particolarmente bravo a dialogare con la gente: spesso infatti dice frasi inopportune che lo mettono nei guai. I suoi atteggiamenti lo fanno apparire, il più delle volte, ridicolo agli occhi degli altri e questa è una delle ragioni per cui è sempre vittima delle battute e delle frasi sarcastiche delle persone che gli stanno attorno. Dopo la morte di Charlie, evento che lo segna più di chiunque altro, conosce il miliardario Walden Schmidt, che compra la casa e decide di ospitarlo. Walden, come gli altri, spesso trova Alan fastidioso ma nonostante tutto diventano l'uno il miglior amico dell'altro, infatti sembra che Walden sia l'unica persona che tratta Alan con un po' di rispetto e i due diventano praticamente una famiglia. In una gag ricorrente della serie, le persone scambiano spesso Alan e Walden per una coppia e nell'ultima stagione questa opinione viene rafforzata dal fatto che Alan accetta la proposta di matrimonio di Walden, che decide di ricorrere a questo espediente per poter adottare un bambino, il piccolo Louis. I due poi divorzieranno quando le pratiche dell'adozione saranno completate, ma i due resteranno ottimi amici. Si può presupporre che abbia sposato la sua compagna Lindsay poco dopo la conclusione della serie.

### Jake Harper

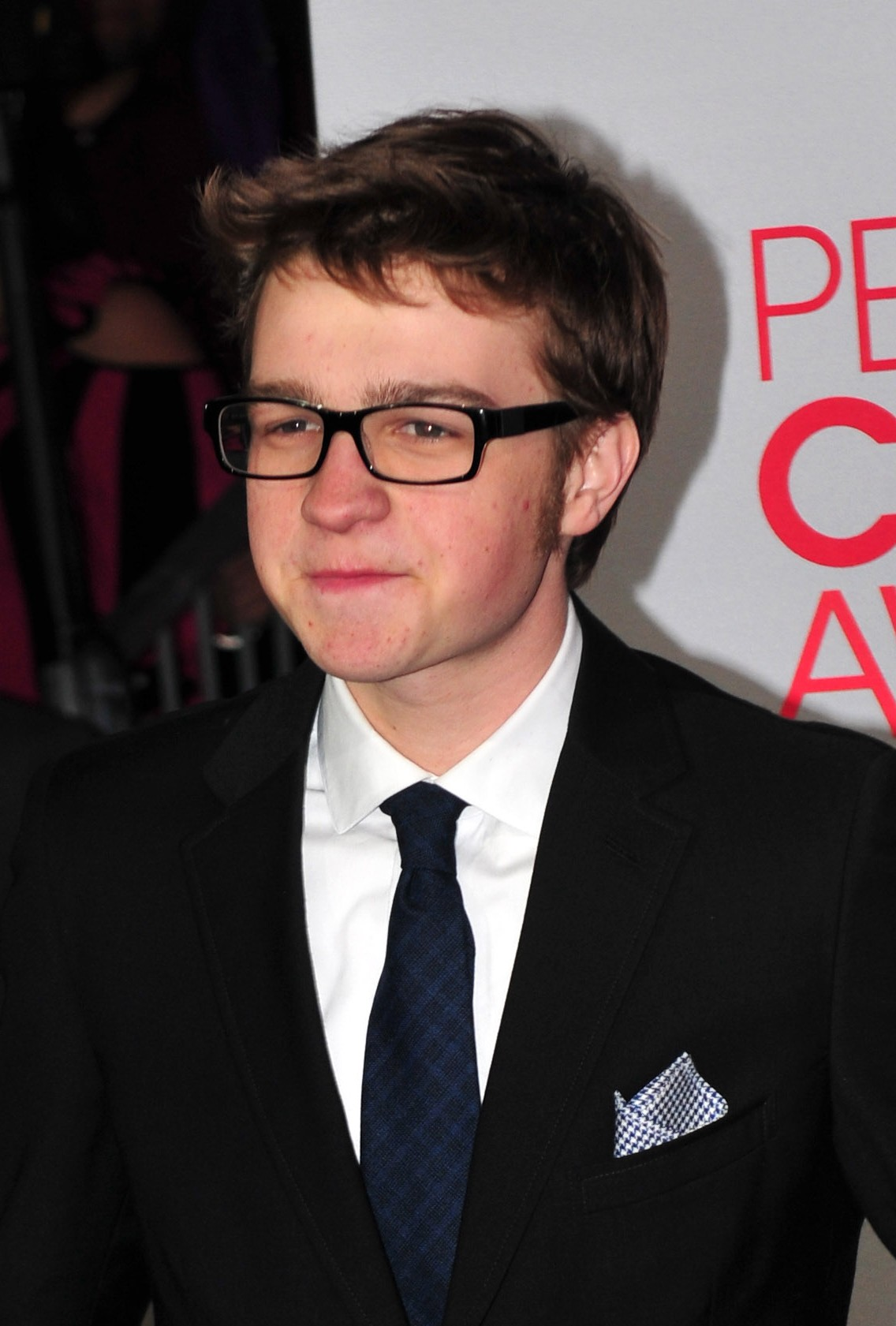
Angus T. Jones (2012)

Jake Harper (interpretato da Angus T. Jones; stagioni 1-10; guest stagione 12), all'inizio della serie, viene presentato come un bambino di dieci anni che si trova coinvolto suo malgrado nel divorzio dei genitori e per questo, al seguito del padre Alan, si trasferisce dallo zio Charlie, che a malapena si ricorda di lui, per i weekend. Col tempo diverrà sempre più legato allo zio e questo sarà uno dei motivi per cui Charlie accetterà la presenza dei due in casa sua. Nonostante non sia particolarmente intelligente (tanto da meritarsi il soprannome Testa di legno) e ancor meno interessato allo studio, Jake dimostra di essere parecchio smaliziato e sveglio - in certe occasioni e soprattutto riguardo al sesso - per un bambino della sua età. Iniziata l'adolescenza e cominciando a frequentare le ragazze, Jake comincerà a seguire i consigli dello zio ottenendo un successo molto più simile a quello di Charlie che non a quello di Alan. Sempre con lo zio Charlie condivide la passione per la musica, specialmente rock e heavy metal (in camera sua c'era infatti un poster dei Metallica, poi rimpiazzato da quello di una procace modella), suona la chitarra - anche come distrazione dai problemi quotidiani - e si dimostra molto dotato in cucina. Da quanto mostrato quando Charlie lo coinvolge nei suoi giri, sembra anche avere un ottimo fiuto per le scommesse. Alla fine della nona stagione riesce a prendere il diploma delle scuole superiori: Alan chiede quindi a Walden di assumere lui e Eldrigde nella sua impresa per introdurli nel mondo del lavoro; i due, come da copione, combineranno un disastro e si faranno convincere a entrare nell'esercito da un reclutatore che aveva un banco in un fast food. Sotto le armi Jake verrà usato per lo più come cuoco e apparirà per la maggior parte delle volte durante i videomessaggi inviati tramite il computer; apparirà invece nella casa di Malibu durante i permessi concessigli dall'esercito. Alla fine della decima stagione verrà inviato di stanza in Giappone. Jake, prima di partire, confiderà al padre che, da piccolo, incolpava lui del divorzio con Judith, ma dopo aver visto come la donna trattasse Herb e come sia fallito anche quel matrimonio, si è reso conto che la principale responsabile fosse invece sua madre. Tornerà nell'ultimo episodio della serie, affermando di non far più parte dell'esercito (cosa che il suo aspetto conferma) e di essersi sposato con una ballerina giapponese dopo aver vinto una fortuna a Las Vegas. Tra le sue conquiste in campo amoroso possiamo citare Megan, sua compagna di classe e tutor, Jennifer, vicina di casa dell'ex fidanzata di Walden, Missi, figlia di un amico di Walden (interpretata da Miley Cyrus), Tammy, una donna più grande di lui di ben diciassette anni, e sua figlia Ashley. A 16 anni ha avuto anche un rapporto a tre con due coetanee più di una volta, le quali sgattaiolavano fuori dalla sua camera di nascosto, ma non agli occhi di Charlie.

### Judith Harper-Melnick

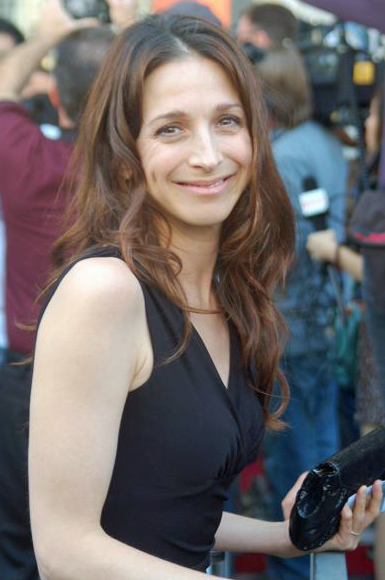
Marin Hinkle (2011)

Judith Harper-Melnick (interpretata da Marin Hinkle; stagioni 1-9; guest stagioni 10-12), è la moglie di Alan, ma dopo dodici infelici anni di matrimonio lei lo lascerà prendendosi tutto, compresi casa e soldi. È una donna nevrotica, perennemente infelice e insoddisfatta, non sopporta Charlie ritenendo che lui non eserciti una buona influenza su Jake, inoltre maltratta sempre Alan. Si sposerà con Herb, l'ex pediatra di Jake, ma il loro matrimonio finirà quando lui la tradirà con un'altra; tra l'altro Herb non era più felice con Judith dato il suo modo di relazionarsi nel matrimonio, basato sul controllo e la prepotenza. La donna poi non sopportava l'amicizia venutasi a creare tra Herb, Alan e Charlie. Lei e Herb avranno una figlia, anche se tutto fa supporre che in realtà è Alan il padre della piccola data la scappatella che c'è stata tra i due all'insaputa di Herb, infatti anche dopo il divorzio tra Judith e Alan ci saranno diversi tentativi di riconciliazione anche se finiranno sempre male a causa dell'incompatibilità dei loro caratteri. Anche con Herb ha avuto più di un tentativo di riconciliazione dopo il divorzio e non si sa di preciso se alla fine della serie i due rimangano separati o se si siano rimessi insieme.

### Rose

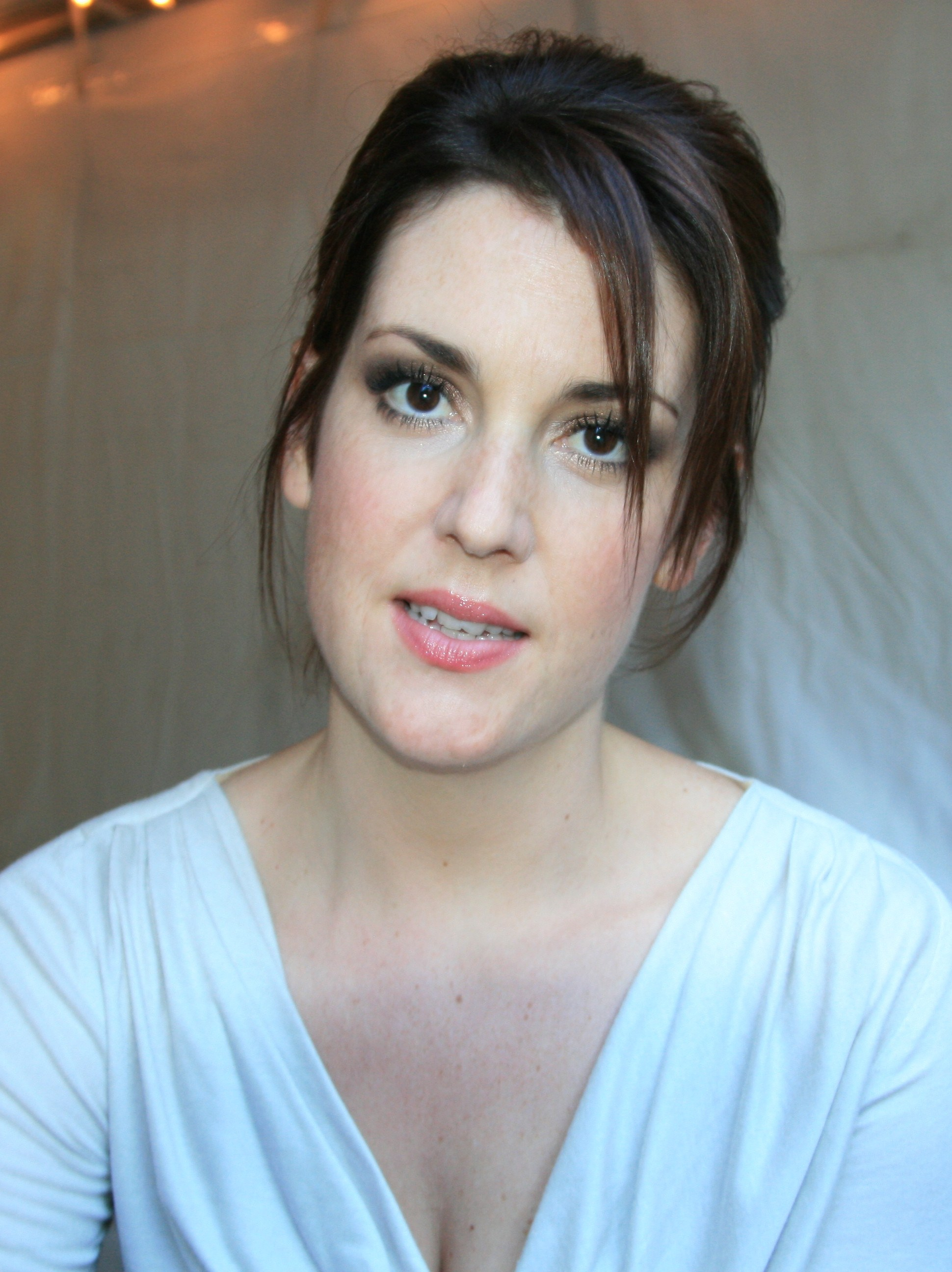
Melanie Lynskey (2009)

Rose (interpretata da Melanie Lynskey; stagioni 1-2; ricorrente stagioni 3-7, 9-10, 12; guest stagioni 8, 11), è la vicina di casa di Charlie nonché sua stalker. Infatti, si è infatuata di lui dopo aver passato una notte insieme e da allora lo perseguita. Tende sempre ad entrare e a uscire dalla casa di Charlie arrampicandosi e saltando giù dalla terrazza; è piena di soldi in quanto la sua è una famiglia molto benestante. Afferma di amare Charlie anche se è implicito che in realtà i suoi sentimenti sono più che altro sintomatici di un disturbo ossessivo. Deciderà di trasferirsi a Londra ma nonostante tutto cercherà più volte di conquistare Charlie con delle manipolazioni, riuscendoci alla fine, facendogli credere di essersi sposata; infatti, pur essendo consapevole che Charlie non l'ama, riuscirà a farglielo credere facendo leva sul suo carattere infantile dato che lui, pensando veramente che lei sia sposata (riaccendendo il suo desiderio di averla per sé a causa del "fascino del proibito") inizia una relazione con lei. In seguito, i due fanno una fuga romantica a Parigi, dove Charlie la tradirà con un'altra. Rose fa credere a tutti che Charlie sia morto, ma in realtà lei lo aveva tenuto prigioniero per quattro anni in un pozzo nel seminterrato della casa che aveva comprato. Avrà delle brevi avventure anche con Alan e Walden, manifestando per quest'ultimo un'ossessione analoga a quella che aveva per Charlie.

### Evelyn Harper

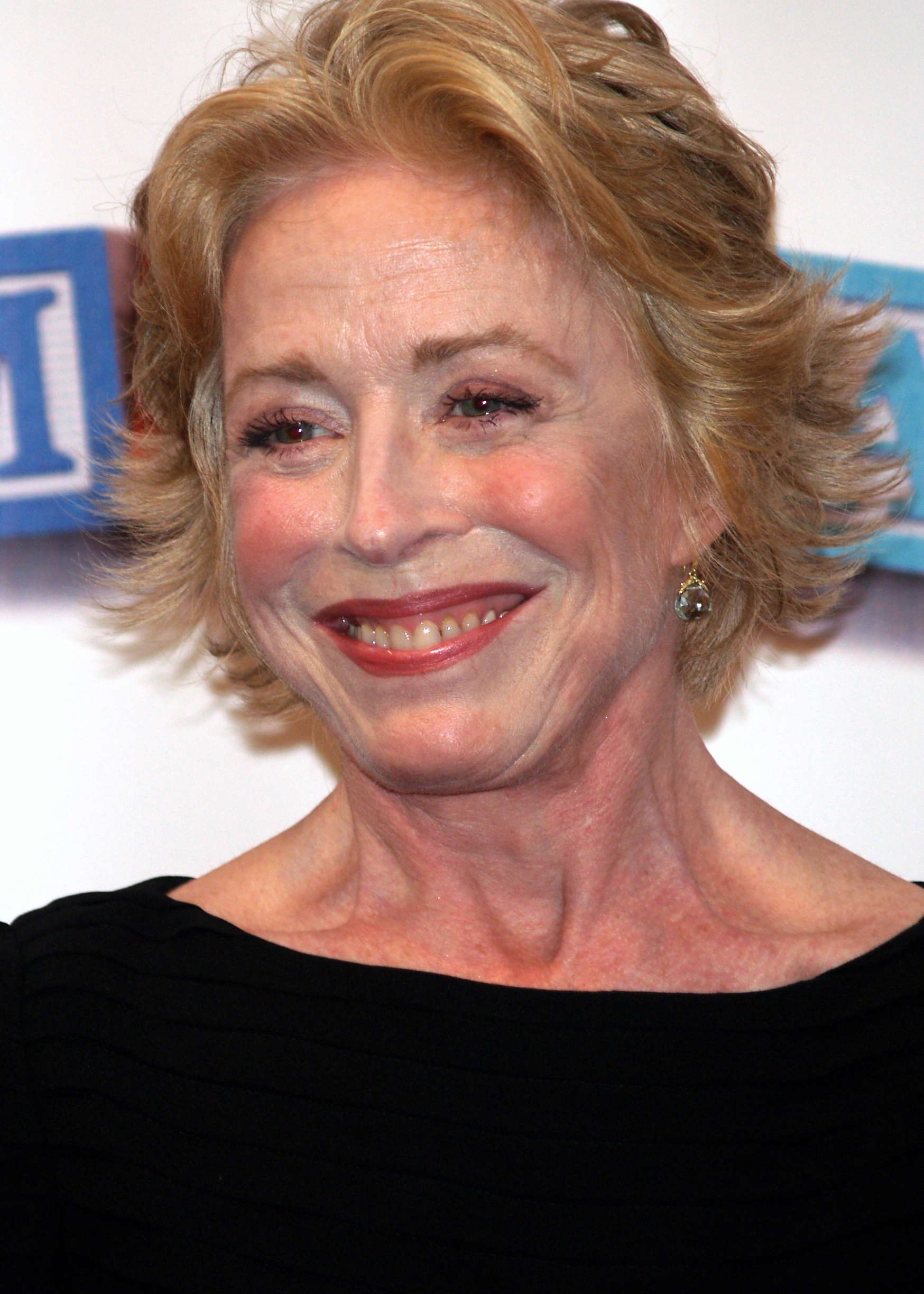
Holland Taylor (2008)

Evelyn "Nora" Harper (interpretata da Holland Taylor; stagioni 1-12), è una delle principali co-protagonisti della serie, fin dalla prima stagione. È la madre dei protagonisti della serie, Alan e Charlie. Lavora come agente immobiliare vendendo soprattutto case lussuose che riesce ad aggiudicarsi con le conoscenze di persone ricche o di spicco, unico motivo per il quale le frequenta. Infatti è molto avida, e mette i soldi al primo posto, addirittura davanti ai figli che infatti ha cresciuto ignorandoli, motivo per il quale questi non la sopportano. Veste quasi sempre allo stesso modo, con un tailleur, ed è spesso in conflitto con i due figli, con i quali si scambia battute taglienti. Prima della morte di Charlie considerava Alan il suo figlio prediletto ma poi dirà alla nipote Jenny che era Charlie, per conquistarsi la sua fiducia: infatti prima con Jake, Evelyn con i nipoti cerca sempre di guadagnarsi la loro massima fiducia ma solo per i suoi scopi. È stata sposata molte volte, soprattutto con uomini molto ricchi: i suoi matrimoni sono quasi tutti finiti male con il decesso (qualche volta in circostanze "strane") del marito. Evelyn è per molti versi uguale a suo figlio Charlie, perché come lui è narcisista, sarcastica ed egoista, e anche il suo approccio con le relazioni sentimentali è uguale al suo, dato che sono per lo più superficiali e promiscue; infatti lei afferma di preferire Alan, ma solo perché lui cerca in ogni modo la sua approvazione e quindi è più manipolabile, ma nel caso di Charlie lo rispetta di più forse proprio perché si identifica in lui. Ha la tendenza a essere sempre maligna nei confronti di tutto e di tutti, non riesce a fare a meno di parlare male degli altri alle loro spalle, e su ogni argomento sputa sempre qualche commento velenoso. È stato messo in evidenza molte volte come Evelyn abbia influenzato negativamente il rapporto che Alan e Charlie hanno con le donne: infatti il primo cerca sempre di essere servile con loro sperando di avere l'approvazione che non ha mai avuto da sua madre, mentre Charlie non si lega mai alle donne per paura che un giorno possa mettersi con una donna uguale a lei che lo rovini, Charlie infatti è sempre stato dell'opinione che in realtà a uccidere suo padre sia stata Evelyn con il suo carattere castrante e prepotente. La sua vanità la spinge a credere di essere una brava madre, non prova molto interesse per le vite dei suoi figli, ma odia quando loro la trascurano. Nonostante tutto, in rare occasioni, ha ammesso di non essere stata una buona figura genitoriale per Alan e Charlie, infatti spesso lei rivede in Jake e Jenny una seconda possibilità per fare di meglio, specialmente con quest'ultima. Sembra che Evelyn sia bisessuale, infatti ha avuto molte amanti donne, sembra che abbia avuto pure una relazione seria con la madre di Lindsay, per un po' è stata anche con Bill, un uomo che in passato era una donna, Jill, l'ex fidanzata di Charlie. Ha avuto una relazione con Teddy Leopold, nella quarta e quinta stagione, che poi sposerà, ma il giorno stesso del loro matrimonio lui morirà, infine si scoprirà che il suo vero nome è Nathan Krunk, un truffatore, e che è morto mentre copulava con la sua complice Sylvia Fishman, che si fingeva sua figlia (con il nome di Courtney Leopold). Nell'undicesima stagione si sposa con Marty Pepper, un uomo ricco più anziano di lei. Evelyn è stata pure a letto con Walden nella nona stagione, il migliore amico di Alan e nuovo proprietario della casa sul mare a Malibù di Charlie, dopo la finta morte di quest'ultimo, che è stata proprio Evelyn a vendergli.

### Berta
Berta (interpretata da Conchata Ferrell; stagioni 2-12; ricorrente stagione 1), è la donna delle pulizie che lavora nella casa di Charlie a Malibù, è una donna robusta e a tratti un po' rozza, ha una famiglia problematica e cerca sempre di prendersi cura delle sue figlie le quali si mettono sempre nei guai. Charlie la considera una di famiglia, nonostante lei sia poco rispettosa del suo datore di lavoro Charlie non riesce a farsi rispettare da lei, infatti è terrorizzato da Berta visto che praticamente è lei a comandare. In realtà, però, Berta gli è molto affezionata, infatti parlando di lui a Jenny si mette a piangere per quanto gli manchi. La ragione principale per cui le piace molto Jenny, la figlia di Charlie, è il fatto che tra la ragazza e il padre la sola differenza stia nel fatto che lei è una donna e ogni volta che la vede cacciarsi nei guai come lui . Afferma di non sopportare Alan, tra l'altro si diverte sempre a ridicolizzarlo ogni volta che ne ha la possibilità, ma in realtà gli vuole bene inoltre ha ammesso che in fondo la sua presenza nella vita di Charlie è positiva in quanto limita di molto quello che sarebbe uno stile di vita fin troppo folle e sregolato. Dopo la scomparsa di Charlie lavorerà sempre nella casa a Malibù per Walden, affezionandosi molto a lui, infatti ha ammesso che il giovane miliardario è la persona migliore per cui abbia mai lavorato.

### Kandi

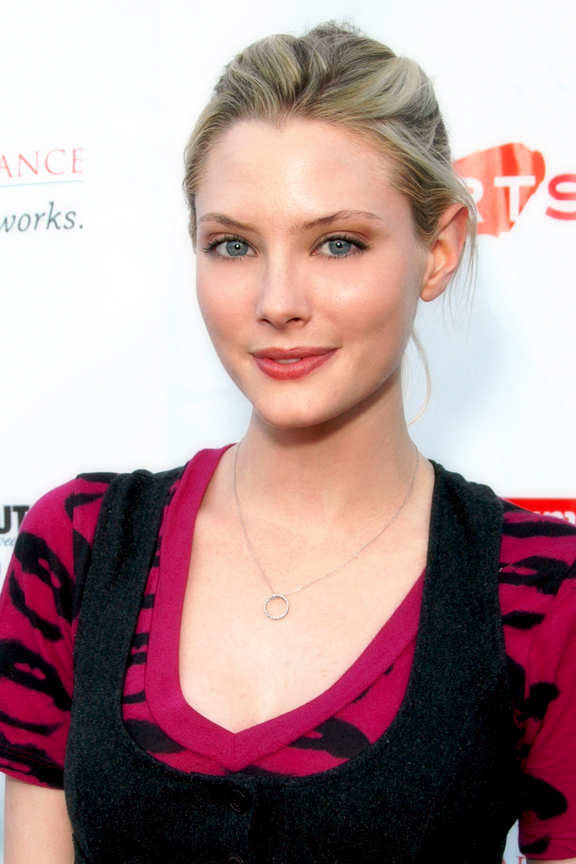
April Bowlby (2008)

Kandi (interpretata da April Bowlby; stagione 4; ricorrente stagione 3; guest stagioni 10 e 12), è la seconda ex moglie di Alan. Inizialmente è la bellissima ma stupida ragazza di Charlie, il quale rompe poco dopo con lei per tornare insieme a Mia. Il rapporto di Kandi con Alan inizialmente, era superficiale e basato solo sul sesso. Alan decide di sposare Kandi a Las Vegas, subito dopo la rottura e l'annullamento del matrimonio di Charlie con Mia, facendosi prestare dal fratello la fede nuziale. Poco dopo Alan vince alla super slot mezzo milione di dollari diventando così ricco. Il matrimonio dura però solo quattro mesi e Alan, avendo sperperato tutti i soldi ed essere cacciato da Kandi, torna a vivere dal fratello. Si scoprirà poi che la causa della fine del matrimonio è stata che Alan non voleva avere altri figli. Vedendo che Jake è ormai cresciuto, Alan torna da Kandi per concepire un figlio, ma il rapporto viene bloccato da un'improvvisa telefonata a Kandi, la quale viene informata che è stata presa come protagonista per il cast di una serie televisiva che la renderà famosa. Quindi Kandi fa firmare ad Alan le carte ufficiali per il divorzio. Dopo la quarta stagione non compare più fino alla decima, nella quale Alan riceve una mail da Kandi incontrandolo perché voleva riprendere il suo rapporto con lui, tanto da definirlo "il miglior amante che abbia mai avuto", in tale frangente finisce a letto con Lindsey, l'attuale fidanzata di Alan.

### Chelsea Melini
Chelsea Melini (interpretata da Jennifer Bini Taylor; stagione 7; ricorrente stagione 6; guest stagioni 9 e 12), è la fidanzata di Charlie per la sesta e la settima stagione. Chelsea è una donna gentile, premurosa, dedita alla comunità e ai valori familiari, persino Evelyn, abituata a parlare sempre male di tutti, ha ammesso più volte che Chelsea è praticamente perfetta. Nonostante ami Charlie, la donna col tempo non riesce a gestire il suo carattere immaturo e disinteressato, tanto da provare attrazione per l'avvocato di Alan, Bred, un uomo che praticamente è tutto l'opposto di Charlie. Chelsea decide di prendersi una pausa di riflessione dal suo rapporto con Charlie, specialmente perché era diventato evidente che ormai stava con lui più che altro per la soddisfazione di cambiarlo. Nel mentre frequenta Bred, però capendo di non amarlo, decide di ritornare con Charlie, ma quando scopre che l'uomo è andato a letto con Gail (la migliore amica di Chelsea) lo lascia definitivamente, capendo che Charlie non cambierà mai. Appare nella nona stagione al funerale di Charlie durante il quale afferma che da lui ha preso la clamidia, infine fa la sua ultima apparizione nell'ultimo episodio dove Charlie, il quale in realtà era ancora vivo, le dà un cospicuo assegno per scusarsi con lei.

### Walden Schmidt

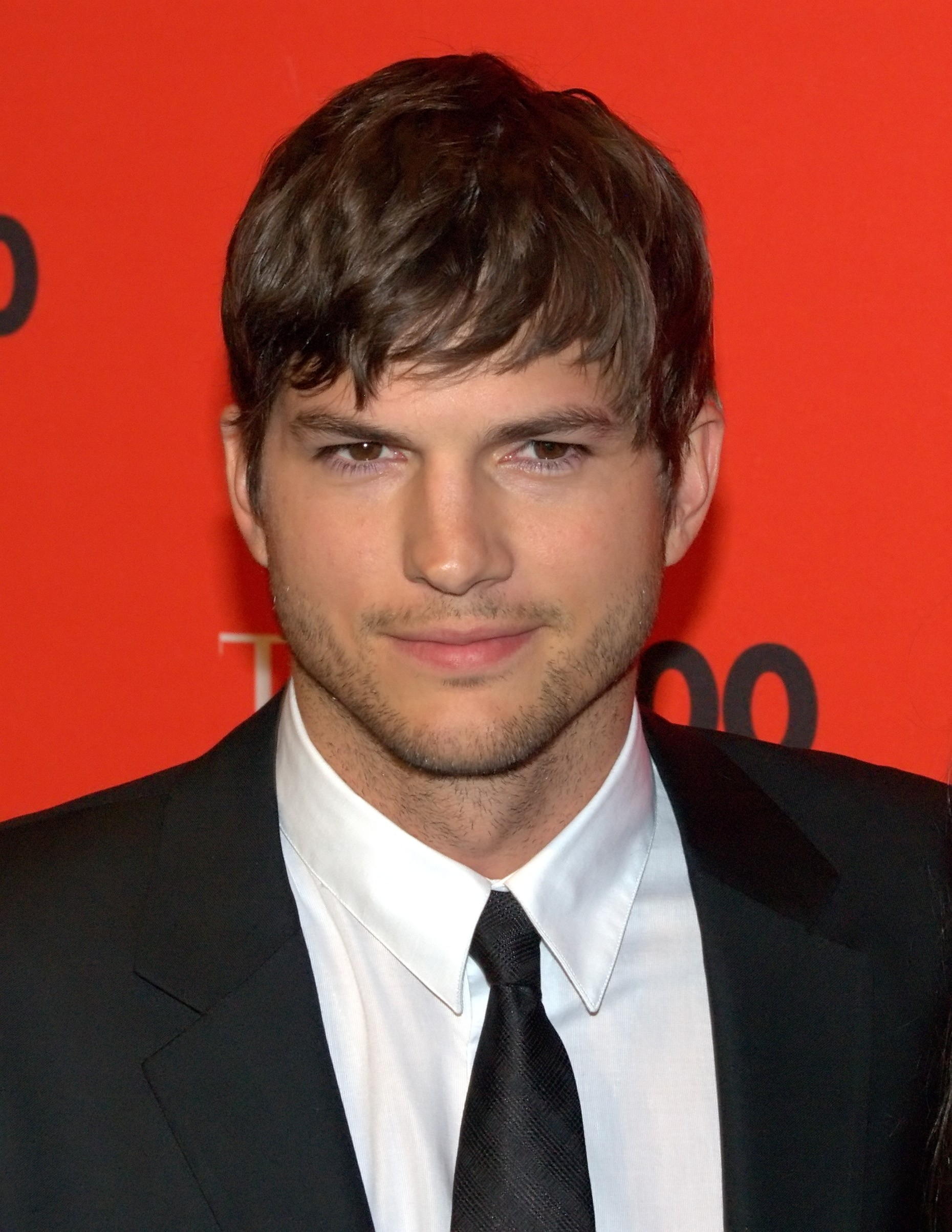
Ashton Kutcher (2010)

Walden Schmidt (interpretato da Ashton Kutcher; stagioni 9-12), appare per la prima volta nel primo episodio della nona stagione giungendo nella casa di Malibu dopo aver tentato il suicidio affogandosi nell'oceano (rinunciandovi perché l'acqua era troppo fredda) e chiedendo aiuto ad Alan. Quando questi scopre l'ingente patrimonio di cui il giovane è dotato, fa di tutto perché questi diventi il nuovo proprietario della casa e lo lasci vivere lì, cosa che poi si realizza. Grazie ad Evelyn, con la quale finirà anche a letto nonostante gli avvertimenti di Alan, Walden rinnoverà completamente la casa, dotandola addirittura di un impianto fotovoltaico. Alan si approfitta spesso di Walden e questo crea non pochi problemi tra loro, ma Walden accetta Alan così com'è considerandolo uno di famiglia nonché suo migliore amico, sostenendo che Alan è sempre vicino a lui nei momenti difficili. Walden è un genio dell'informatica e, sfruttando questa sua abilità, ha raggiunto un enorme successo economico, arrivando a possedere una fortuna superiore al miliardo di dollari, un proprio jet e una fantastica auto sportiva elettrica. Parte di questo successo è dovuto al suo socio Billy Stanhope, col quale Alan riesce a riconciliarlo nonostante questi cominci a frequentare la sua ex moglie Bridget. Bridget è appunto il motivo per cui Walden e Alan si incontrano: i due si sono conosciuti alle scuole superiori e si sono poi sposati, rimanendo insieme per quindici anni. Il motivo principale del divorzio sarebbe da ricercare nella condotta infantile di Walden, cosa che agli occhi di Bridget annulla tutti i suoi pregi, tra cui la bontà d'animo e la generosità. Nel corso delle stagioni che lo vedono protagonista maturerà molto, tanto che dopo essere stato colto da un attacco cardiaco all'inizio della dodicesima stagione deciderà di adottare un bambino sposando Alan (per poi divorziare subito dopo ottenuto l'affido): la scelta ricade su Louis, un bimbo di sei anni che è passato per molte famiglie adottive. Circa la sua infanzia si sa che sua madre Robin, una primatologa, l'ha cresciuto assieme ad un gorilla chiamato Magilla per studiarne il comportamento e che Walden ha sempre considerato un vero e proprio fratello. Suo padre, un mago, se ne andò di casa quando era ancora piccolo. Dopo essere stato bocciato alle scuole medie, sua madre gli fece fare un test dal quale emerse che era talmente intelligente da trovare noiose le cose insegnate a quel livello scolastico. Successivamente si laureerà al MIT. Per quanto riguarda il confronto con il personaggio che è andato a sostituire, Charlie, entrambi hanno un grande successo con le donne ma nei loro confronti hanno approcci completamente diversi: mentre infatti il fratello di Alan passava da un'avventura ad un'altra evitando il più possibile di legare sentimentalmente con le sue conquiste, Walden si innamora con incredibile facilità ed è sempre convinto di aver trovato l'anima gemella.

### Jenny

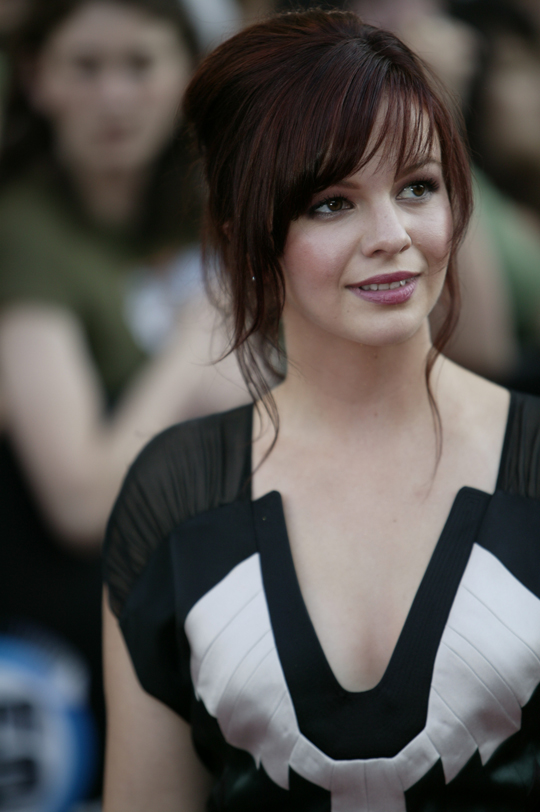
Amber Tamblyn (2007)

Jenny (interpretata da Amber Tamblyn; stagioni 11-12), è la figlia illegittima di Charlie avuta da un precedente rapporto con una donna in un bar del solito pub. Charlie smise di vedere la figlia quando questa aveva quattro anni perché la madre non voleva che facesse parte della vita della figlia; tuttavia Charlie continuava a inviarle un cospicuo assegno ogni mese per assicurarsi che non le mancasse niente. Alan ed Evelyn, venuti a sapere della sua esistenza, la convincono a entrare nella famiglia, quindi Alan e Walden la ospiteranno nella villa a Malibù. Ambisce a diventare un'attrice, anche se dice di aver scelto questa carriera solo per far arrabbiare sua madre. È lesbica, inoltre ha molto in comune con suo padre dato che è promiscua, sarcastica e con il vizio dell'alcool e delle droghe leggere; più volte Berta ed Evelyn hanno ammesso che ciò che amano di più di Jenny è che ricorda ad entrambe Charlie. Lei e Walden diventeranno molto amici. Nell'ultima stagione lascerà la casa a Malibù dato l'imminente arrivo del bambino che Walden e Alan adotteranno, e nell'ultimo episodio riceverà un assegno da centomila dollari da parte di suo padre in segno di scuse per non essere stato presente per lei.

### Louis
Louis (interpretato da Edan Alexander; stagione 12), è un bambino di sei anni che viene adottato da Walden, con l'aiuto di Alan, infatti i due si sposeranno fingendosi gay. Ha avuto diverse famiglie affidatarie, ragion per cui all'inizio non si fiderà molto di Alan e Walden, ma poi si legherà molto a loro, pure Berta si affezionerà al bambino.

## Personaggi secondari

### Introdotti nella prima stagione
- Lisa (stagioni 1-2), interpretata da Denise Richards, doppiata da Chiara Colizzi.
È l'ex fidanzata di Charlie, lui cerca più volte di riconquistarla, ma lei sposa un altro uomo. Lei e suo marito avranno una bambina, ma quando lui la tradirà con un'altra, Lisa lo lascia. Charlie e Lisa provano a tornare insieme, ma l'incapacità di Charlie nell'impegnarsi in una relazione stabile, segnerà la fine della loro storia.
- Dr.ssa Linda Freeman (stagioni 1-9), interpretata da Jane Lynch, doppiata da Aurora Cancian.
È una psicologa che compare in maniera saltuaria in alcuni episodi della serie, dalla quale i protagonisti, quali sono Charlie, Alan e Walden, spesso si rivolgono in cerca di aiuto
- Dr. Herbert "Herb" Melnick (stagioni 1-12), interpretato da Ryan Stiles, doppiato da Massimo Gentile (st. 1-9) e da Mino Caprio (st. 10-12).
È un pediatra, secondo marito di Judith e patrigno di Jake. Herb è un uomo gentile, è completamente sottomesso al carattere prepotente della moglie. Lui e Alan stranamente vanno molto d'accordo e anche con Charlie ha un rapporto positivo. I due hanno una figlia, anche se si presume che all'insaputa di Herb, la piccola sia in realtà la figlia di Alan, avuta da una relazione adulterina avuta tra lui e Judith. Nella decima stagione Herb rivela che Judith lo ha lasciato dopo averlo colto sul fatto mentre la tradiva con la sua segretaria.
- Gordon (stagioni 1-4, 6-8), interpretato da JD Walsh, doppiato da Stefano Crescentini.
È un ragazzo che consegna le pizze a domicilio che capitava spesso in casa Harper ed era diventato molto amico di Charlie il quale era molto generoso con lui con le mance. Durante la terza stagione è fidanzato con Rose la quale lo veste in maniera identica a Charlie e gli fa urlare il nome di quest'ultimo anche a letto. Dopo la rottura con Rose non riappare più per tutta la quarta stagione, salvo poi ritornare a sorpresa nella quinta stagione sempre come "consegna-pizze" dove rivelerà che durante la sua assenza era riuscito a laurearsi, a sposarsi mettendo su famiglia e diventare milionario nel mondo della finanza ma ritornando completamente al verde dopo il divorzio dalla ex-moglie la quale gli ha scucito tutto. Ammira e rispetta Charlie per il suo stile di vita, tanto da venerarlo e considerarlo un genio. Non compare più dopo l'ottava stagione e quindi non si sa se sia al corrente della morte di Charlie.
- Frankie (stagione 1), interpretata da Jenna Elfman, doppiata da Alessandra Korompay.
È una donna che Charlie e Alan ospitano a casa loro, dopo la morte del marito i suoi suoceri hanno cercato di toglierle la custodia della figlia. Charlie perde la testa per lei, ma Frankie è interessata solo ad Alan, sentimento ricambiato visto che hanno molto in comune. Alla fine lascia Los Angeles con la figlia per trasferirsi dal fratello.

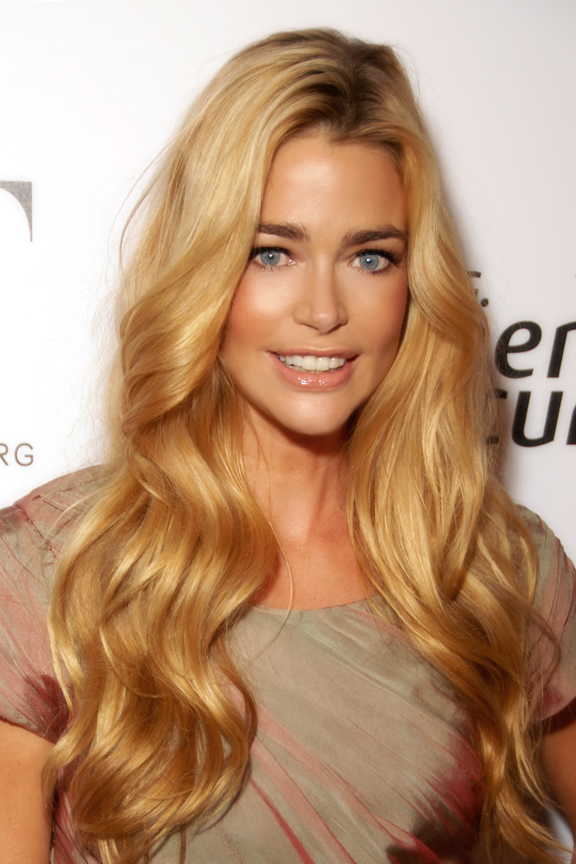
Denise Richards interpreta Lisa
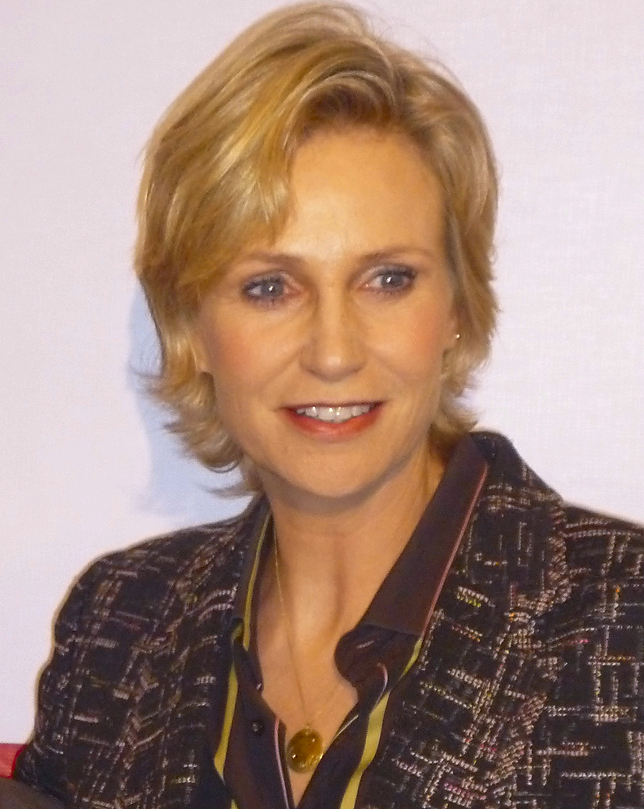
Jane Lynch interpreta la dottoressa Linda Freeman
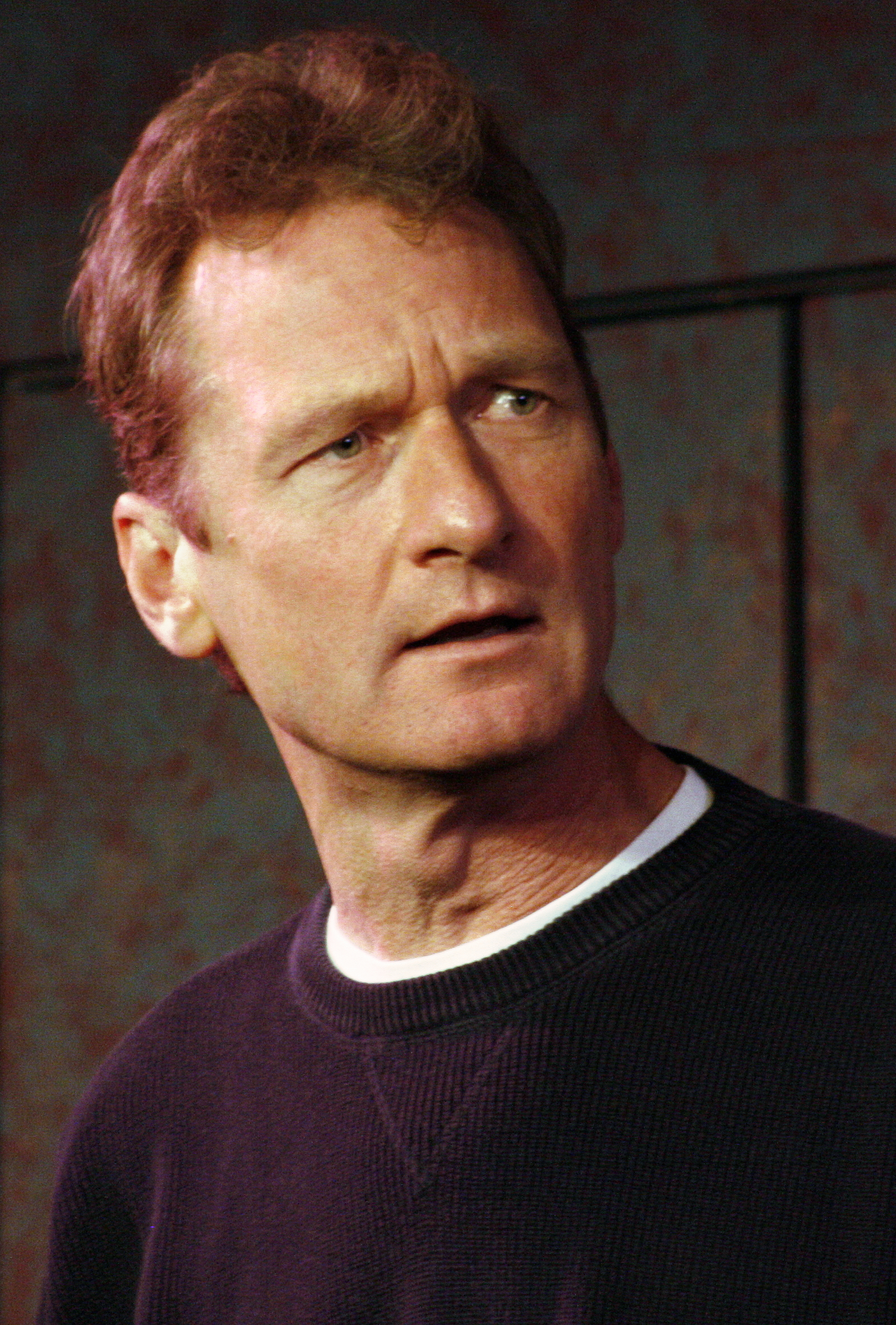
Ryan Stiles interpreta il Dr. Herbert "Herb" Melnick
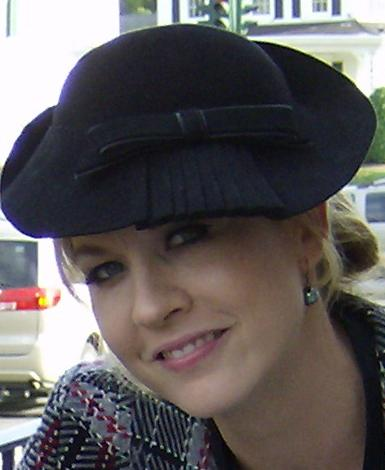
Jenna Elfman interpreta Frankie

### Introdotti nella seconda stagione
- Dolores Pasternak (stagioni 2-12), interpretata da Missi Pyle in 3 episodi e da Alicia Witt in 1 episodio[2].
È l'insegnante di Jake, con la quale Charlie finisce a letto, quest'ultimo non ci mette molto a capire che è una sociopatica con dei problemi di instabilità mentale. Ricompare al funerale di Charlie e, infine, nell'ultimo episodio dove ricevere un assegno di scuse da parte di Charlie, in realtà ancora vivo, per aver trasmesso una malattia venerea a sua madre.
- Sherry (stagioni 2-9), interpretata da Jeri Ryan, doppiata da Irene Di Valmo.
È una donna con la quale Charlie esce per un breve periodo, ma la cosa finirà presto perché lei con gli uomini si comporta come lui con le donne e questo gli fa sentire di non avere il controllo nel loro rapporto. Anche Alan per un po' la frequenta, dopo che sceglie di trovare un fidanzato, ma la cosa non andrà a finire bene perché questi teme troppo il confronto, a letto, col fratello.

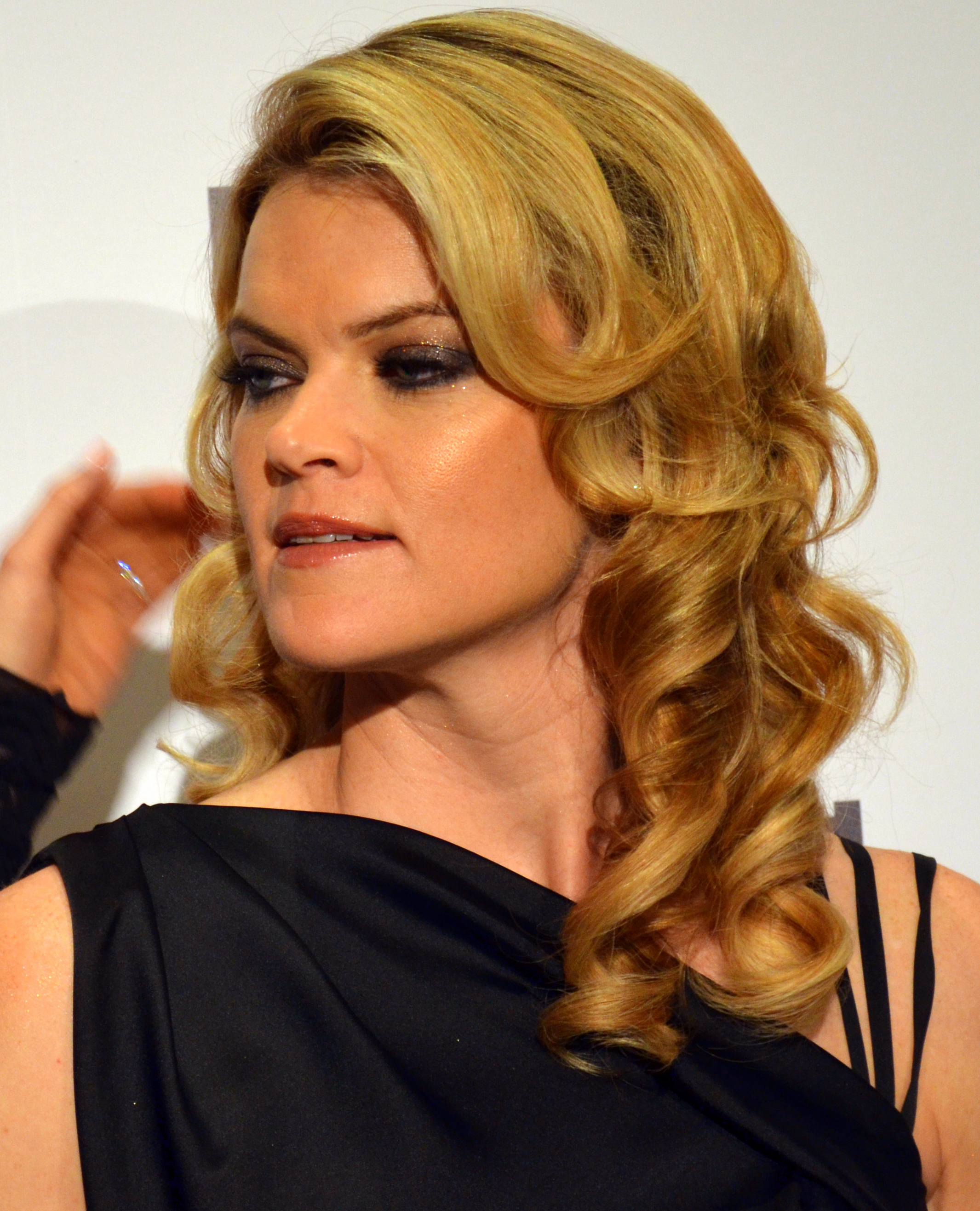
Missi Pyle interpreta Dolores Pasternak
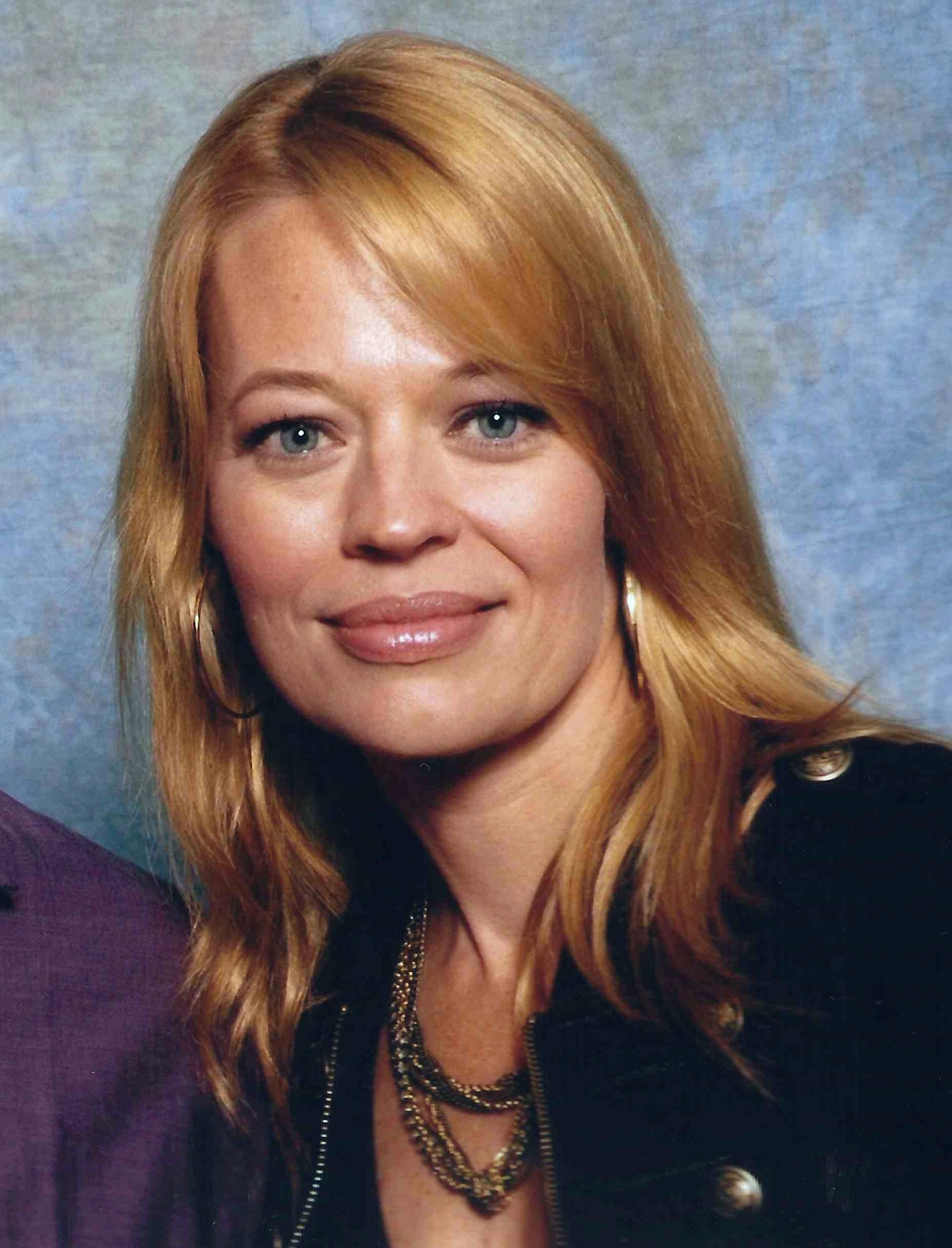
Jeri Ryan interpreta Sherry

### Introdotti nella terza stagione
- Mia (stagioni 3-7, guest 9-12), interpretata da Emmanuelle Vaugier, doppiata da Irene Di Valmo.
È la fidanzata di Charlie per quasi tutta la terza stagione. Era un'insegnante di danza. Proprio quando è in procinto di sposare Charlie a Las Vegas, il matrimonio viene annullato perché Mia vuole che Alan dopo il matrimonio lasci la casa di Charlie, ma quest'ultimo non se la sente di lasciare suo fratello per strada. Nella quinta stagione, quando Mia sta per sposarsi con un altro uomo, Charlie tenta di riconquistarla ma viene preso a pugni dal padre di lei. Tornerà anche nella sesta e settima stagione, quando chiederà a Charlie di aiutarla a entrare nel mondo della musica come cantante, ma non ha talento e Charlie l'abbandona per sempre perché innamorato di Chelsea. Appare nuovamente nella nona stagione, quando è presente al funerale di Charlie. Ricompare infine nell'ultimo episodio dove Charlie le dà un cospicuo assegno per scusarsi con lei e per essere andato a letto con sua sorella, cosa che vedendo il denaro non esita a perdonare all'istante.
- Mandy (stagione 3), interpretata da Gail O'Grady, doppiata da Beatrice Margiotti.
È la madre di Kandi, divorziata dal marito. Nonostante sia una donna matura e avanti con gli anni, è ugualmente molto avvenente, infatti Charlie si sente subito attratto da lei e finiscono a letto insieme.

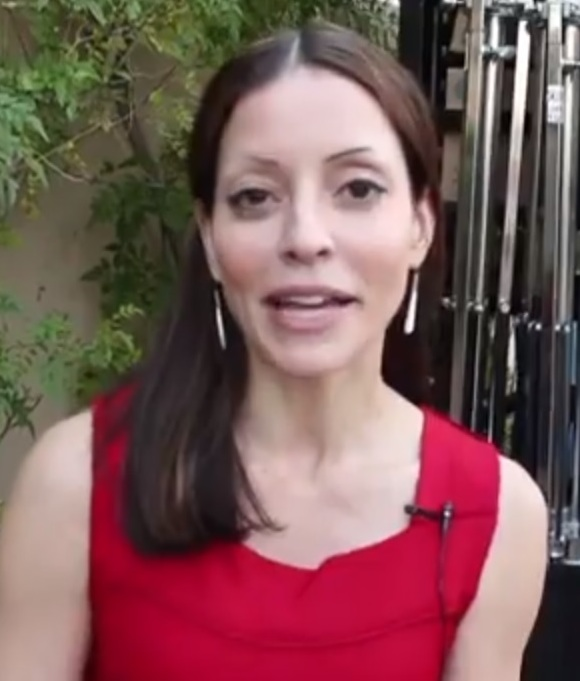
Emmanuelle Vaugier interpreta Mia
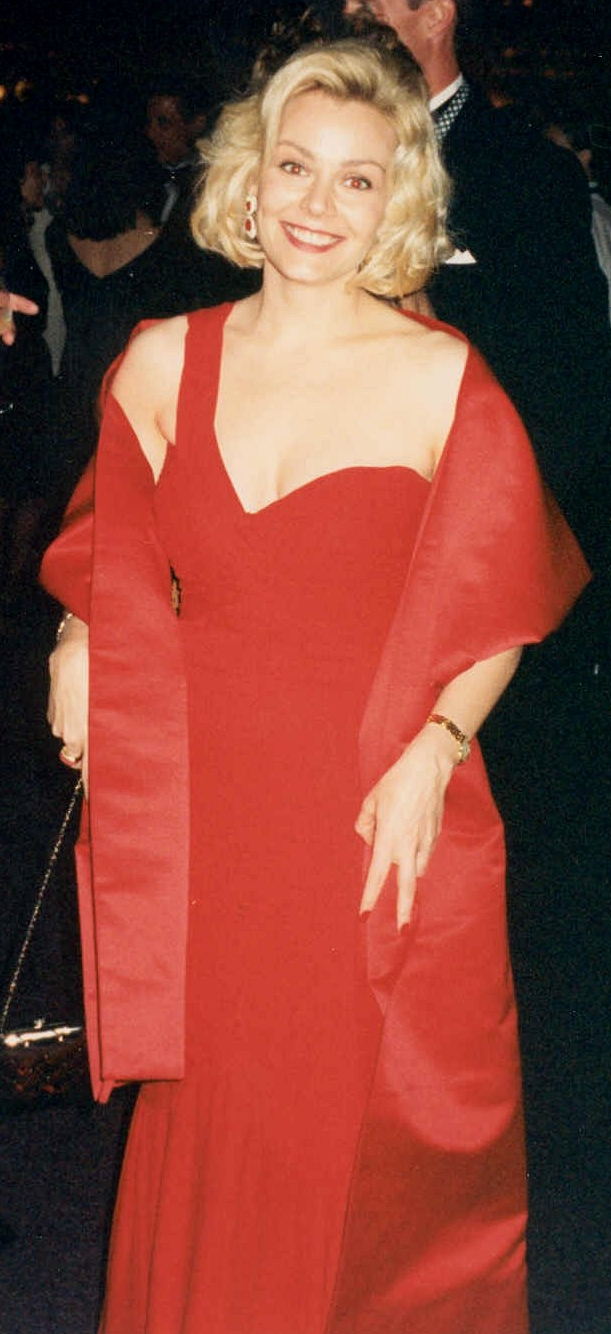
Gail O'Grady interpreta Mandy

### Introdotti nella quarta stagione
- Lydia (stagioni 4-9), interpretata da Katherine LaNasa, doppiata da Alessandra Korompay.
È una donna divorziata e con due figli, Charlie esce con lei per un breve periodo. Il suo carattere e il suo modo di educare i figli sono praticamente la copia spiccicata di Evelyn, la madre di Charlie e Alan, e fa persino il suo stesso lavoro, cioè l'agente immobiliare. Questo lascerà di sasso Berta, Alan e Jake perché Charlie non se ne rende conto per un certo periodo di tempo. Dopo averlo capito si metterà ad urlare per lo shock, ma continuerà a frequentarla finché, a causa dei dissidi con Berta e dell'incapacità di Charlie tra lo scegliere se mantenere Berta come governante o restare con Lydia, lo lascerà.
- Teddy Leopold/Nathan Krunk (stagioni 4-5), interpretato da Robert Wagner, doppiato da Michele Kalamera.
È il fidanzato e quinto marito di Evelyn durante la quinta stagione. Si credeva fosse il padre di Courtney: in realtà lui e la ragazza erano una coppia di truffatori che prendevano di mira persone ricche. Poche ore dopo il matrimonio con Evelyn viene trovato morto steso sul letto di Charlie e con i pantaloni calati dopo un rapporto sessuale con Courtney.
- Naomi (stagione 4), interpretata da Sara Rue, doppiata da Laura Latini.
È la figlia di Berta, rimasta incinta del suo ex ragazzo, chiede aiuto a sua madre, inoltre lei e Alan intraprendono una breve relazione, conclusasi dopo il ritorno del suo ex.

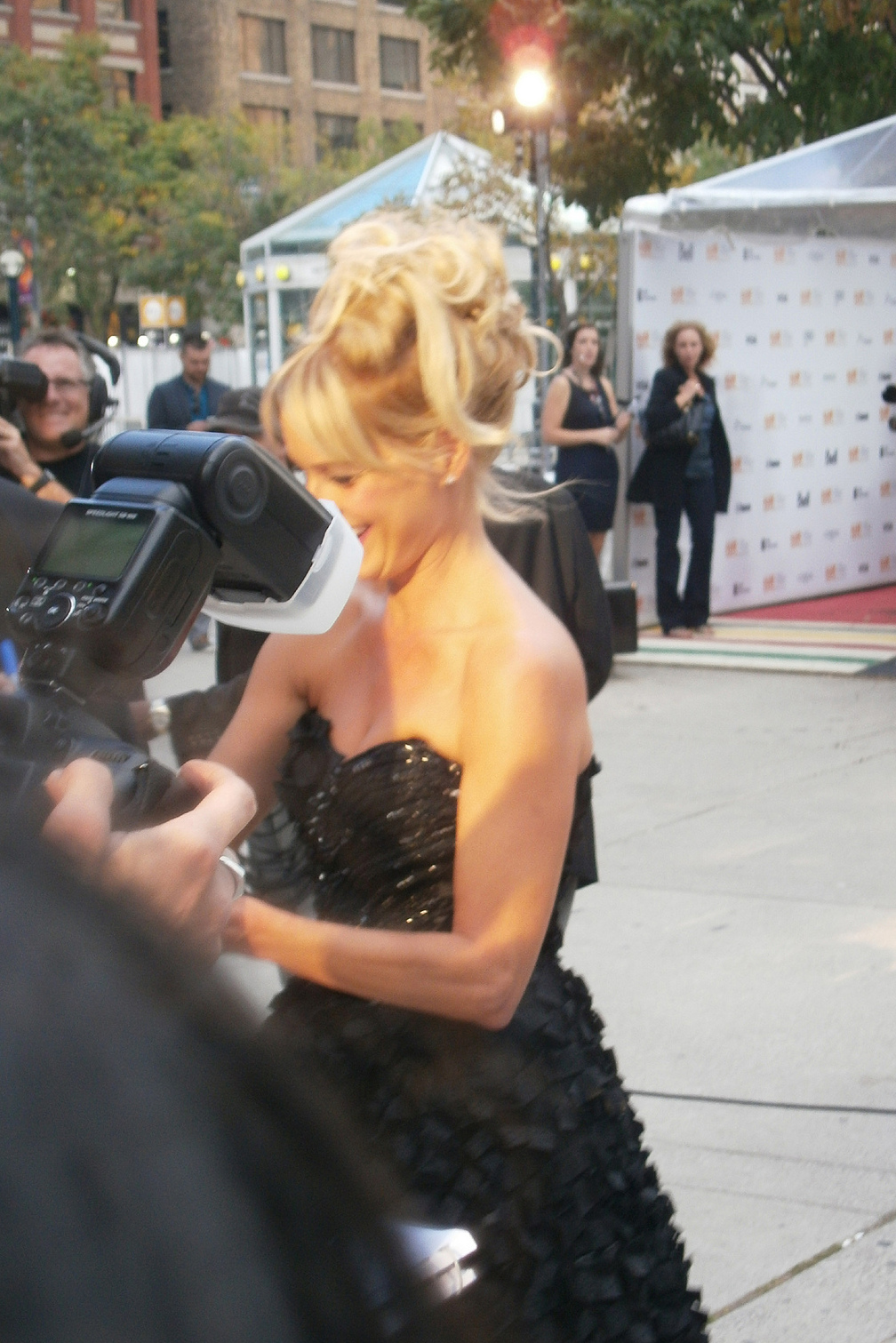
Katherine LaNasa interpreta Lydia
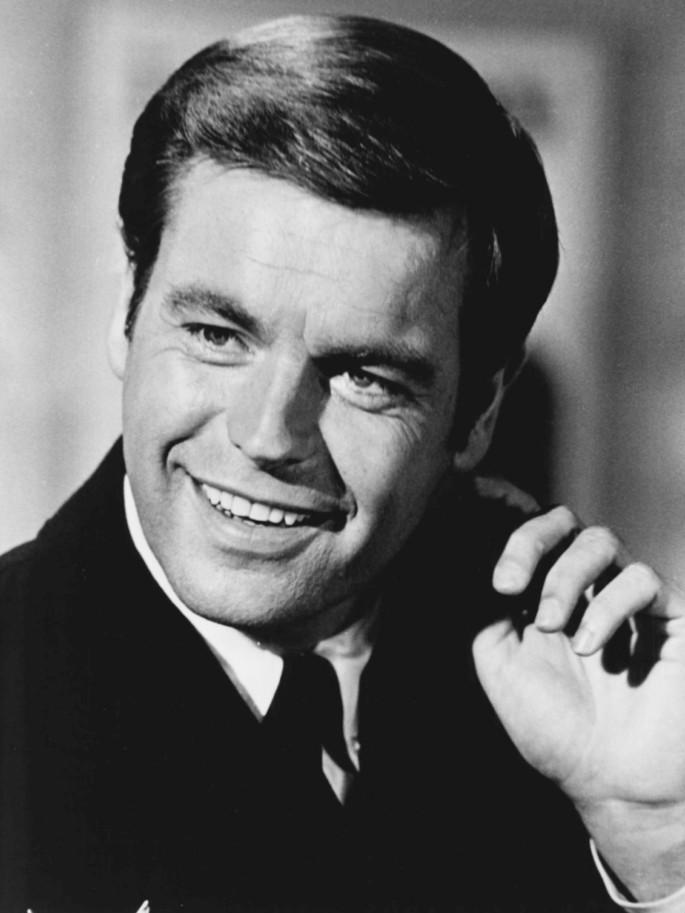
Robert Wagner interpreta Teddy Leopold
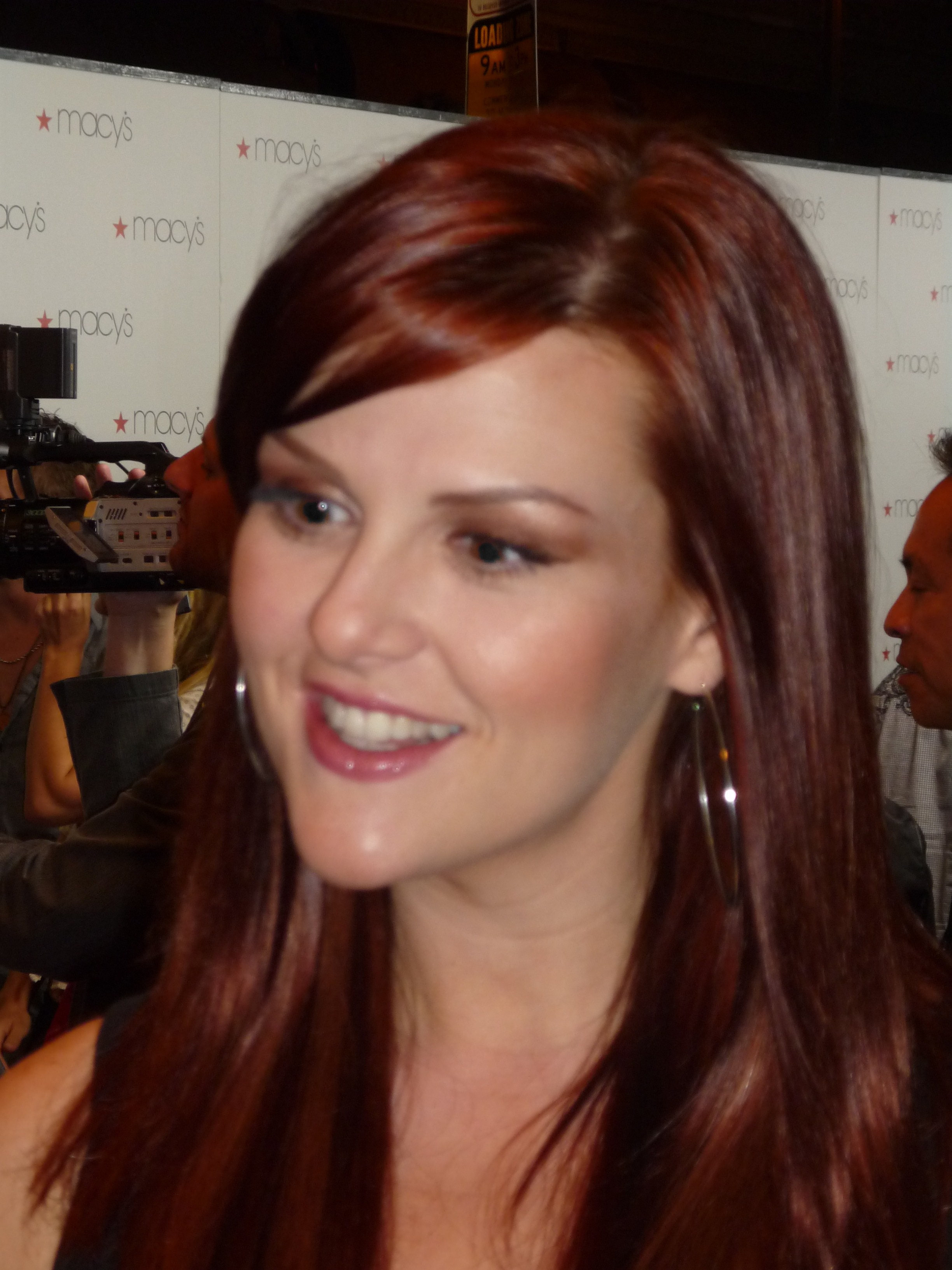
Sara Rue interpreta Naomi

### Introdotti nella quinta stagione
- Angie (stagione 5), interpretata da Susan Blakely, doppiata da Alessandra Korompay.
È una donna, molto avanti con gli anni (ma anche molto bella), con la quale Charlie intraprende una storia. Purtroppo la fidanzata del figlio di Angie è stata una delle molte conquiste di Charlie, e capendo di essere ancora presa da lui decide di lasciare il figlio di Angie, quindi quest'ultima chiude con Charlie, nonostante lui non avesse fatto niente di male. Il suo fare materno suscitava sia in Charlie che in Alan l'affetto che non hanno mai ricevuto da Evelyn.
- Linda Harris (stagioni 5-7), interpretata da Ming-Na Wen, doppiata da Irene Di Valmo.
È una donna con la quale Charlie intraprende una relazione seria. È un giudice ed ha un figlio avuto dal suo precedente matrimonio. Quando Charlie la umilia pubblicamente in una cerimonia di premiazione in suo onore ubriacandosi, lei tronca la loro relazione.
- Courtney Leopold/Sylvia Fishman (stagioni 5-9), interpretata da Jenny McCarthy.
È una truffatrice. Durante la quinta stagione si crede che lei sia la figlia di Teddy Leopold, salvo poi scoprire che in realtà i due erano una coppia di truffatori che avevano usato spesso la tattica dei matrimoni con persone molto ricche per poi impossessarsi indebitamente dei loro averi. Nonostante Charlie sia ben consapevole del fatto che sia una criminale, ne è ugualmente attratto tanto da tornare insieme a lei anche quando questa esce di prigione nell'ottava stagione per poi lasciarsi perché stufi l'uno dell'altra. Riesce a sedurre pure Walden nella nona stagione.
- Marty Pepper (stagioni 5-11), interpretato da Carl Reiner, doppiato da Dante Biagioni.
È il fidanzato di Evelyn che questa ha conosciuto dopo la morte del marito Teddy Lepold, ed è molto più anziano di lei (nella undicesima stagione ha 91 anni). Nonostante la notevole differenza d'età, il fatto che sia costretto su una sedia a rotelle e le perdite di memoria è implicito che Evelyn sta con lui solo per i soldi: infatti Marty è un ex produttore televisivo in pensione. Comunque sembra che Evelyn tenga veramente a lui, inoltre i due si abbandonano spesso a delle pratiche sessuali piuttosto disinibite. Crede che Alan e Walden siano una coppia gay e che Jenny sia la loro figlia adottiva.

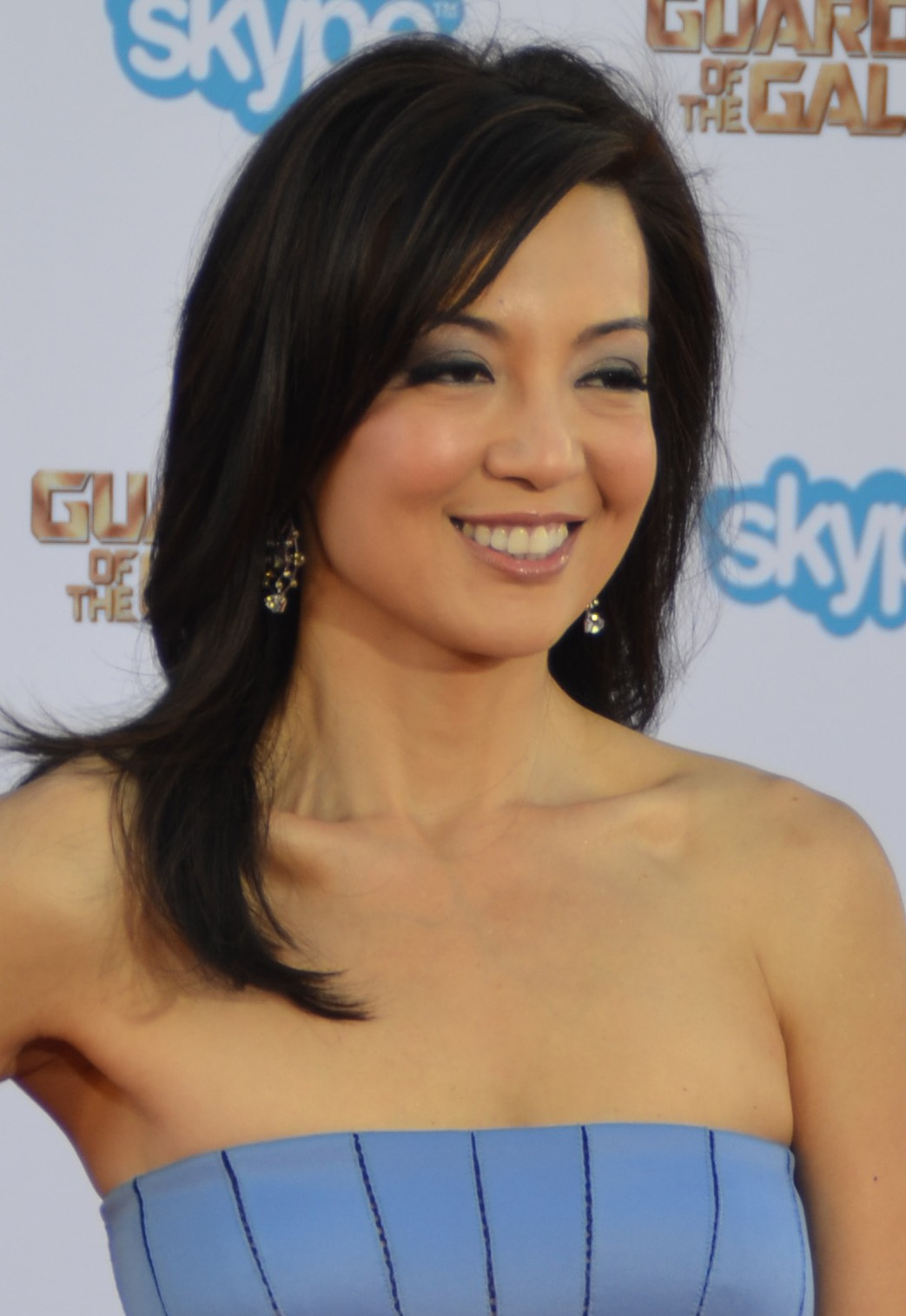
Ming-Na Wen interpreta Linda Harris
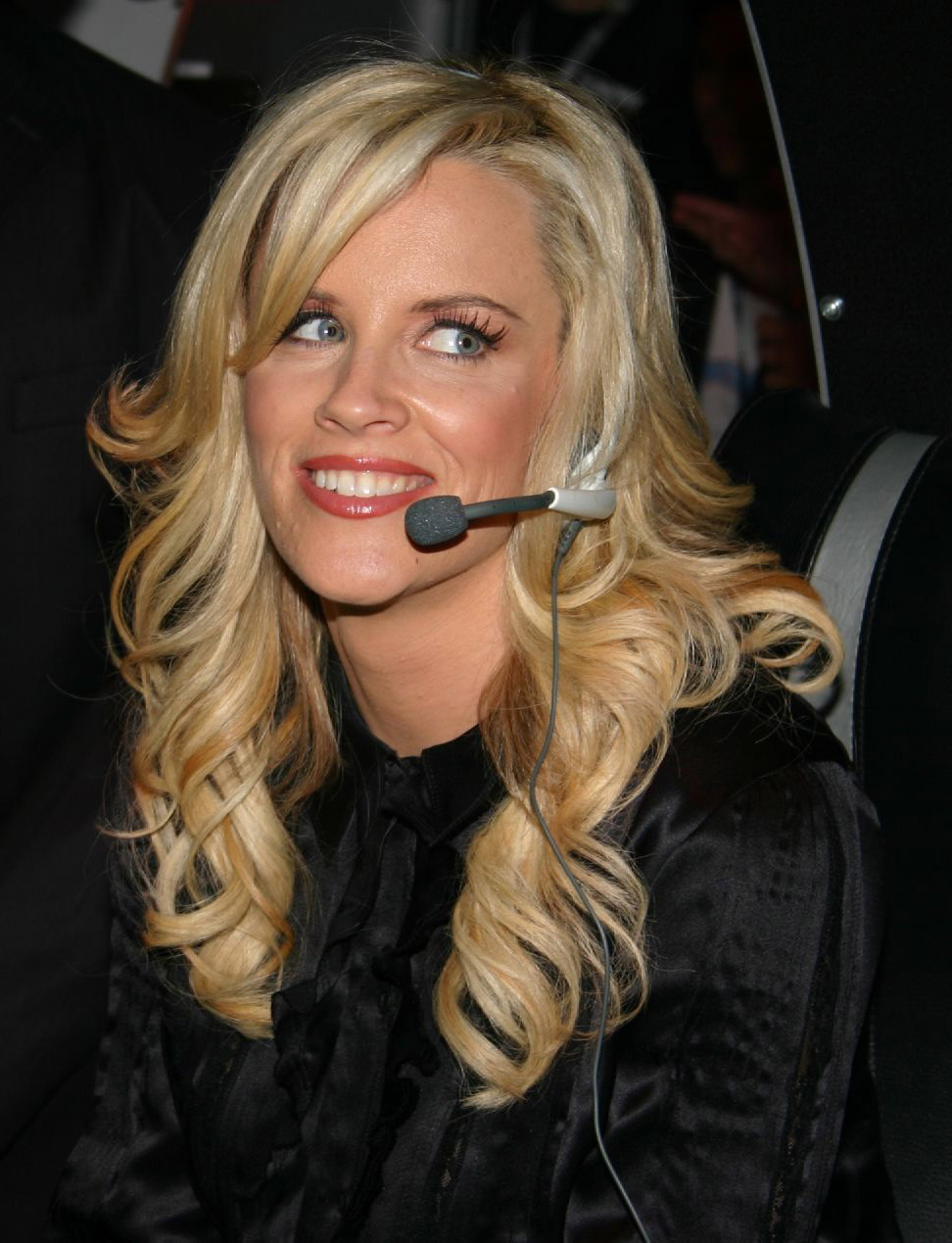
Jenny McCarthy interpreta Courtney Leopold/Sylvia Fishman
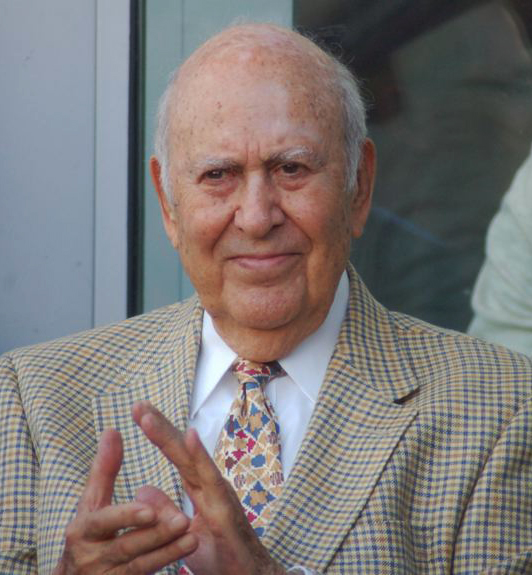
Carl Reiner interpreta Marty Pepper

### Introdotti nella sesta stagione
- Melissa (stagioni 6-8), interpretata da Kelly Stables, doppiata da Germana Longo.
È l'ex segretaria ed ex fidanzata di Alan. Prima della relazione con Alan ha avuto una breve relazione (durata solo un week-end) con Charlie: per questo motivo ha preteso da Alan l'aumento dello stipendio, le ferie pagate e l'assicurazione. Dopo che Alan è stato a letto con sua madre perché questa gli ha fatto assumere stupefacenti, va ad abitare a casa di Charlie con Alan ma è costretta ad andarsene a causa di un litigio con Chelsea la quale viene a sapere della sua precedente breve relazione con Charlie. Successivamente Alan tenta di rimediare portandola in una casa lussuosa che la madre deve vendere facendole credere di averla presa in affitto: proprio in tarda serata però la madre fa irruzione nella casa con una coppia di clienti che vogliono vedere la casa. Messa in imbarazzo, decide di porre fine per sempre alla relazione con Alan. Compare nuovamente all'inizio dell'ottava stagione, finendo a letto con Alan e complicando il rapporto di quest'ultimo con Lyndsey. Alan, infatti, le fa credere di abitare ancora da Charlie quando in realtà si era trasferito da Lindsay e finirà con l'invitare Melissa a vivere da lui e Charlie. Quando Alan la scarica con un messaggio sul telefono, Melissa si infuria chiede a Charlie dove sia per picchiarlo.
- Russell (stagioni 6-11), interpretato da Martin Mull, doppiato da Stefano Mondini.
È il farmacista di Charlie, è un uomo dalla dubbia moralità professionale, spesso fa uso di droghe pesanti.
- Jerome (stagione 6), interpretato da Michael Clarke Duncan, doppiato da Mario Bombardieri.
È un ex campione dell'NFL, nonché vicino di casa di Charlie. Ha una figlia di nome Celeste, con la quale Jake intraprende una relazione.
- Celeste (stagioni 6-7), interpretata da Tinashe.
È la figlia di Jerome, lei e Jake intraprendono una relazione, ma lei lo lascia quando lo sorprende in compagnia di un'altra durante le feste natalizie.
- Chrissy (stagioni 6-7), interpretata da Rena Sofer.
È una delle ex conquiste di Charlie, con l'inganno gli fa credere di avere un figlio avuto da lui per estorcergli del denaro. Ricompare nella mente di Charlie, quando era sotto effetto di allucinogeni, insieme a altre sue ex.

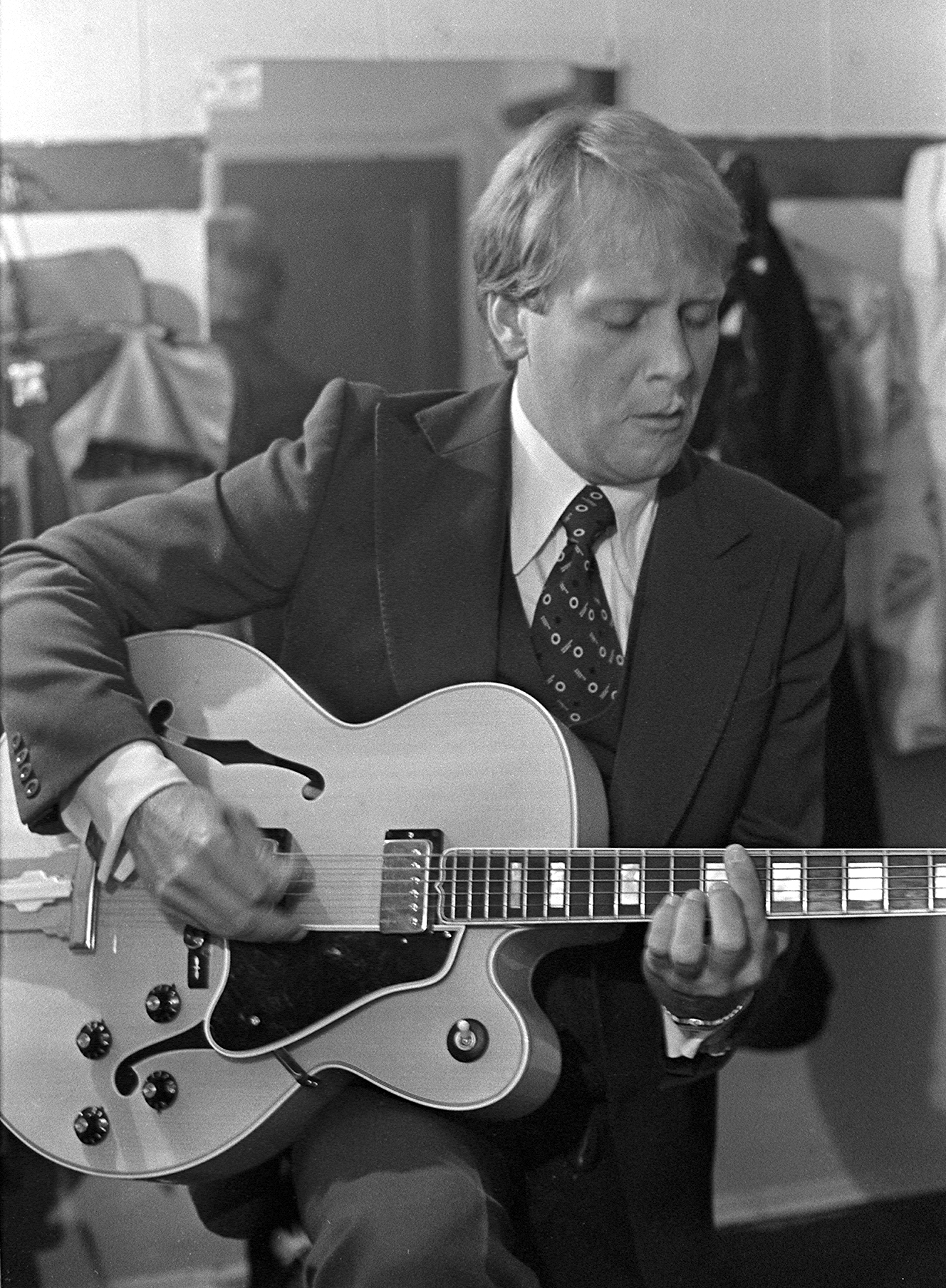
Martin Mull interpreta Russell
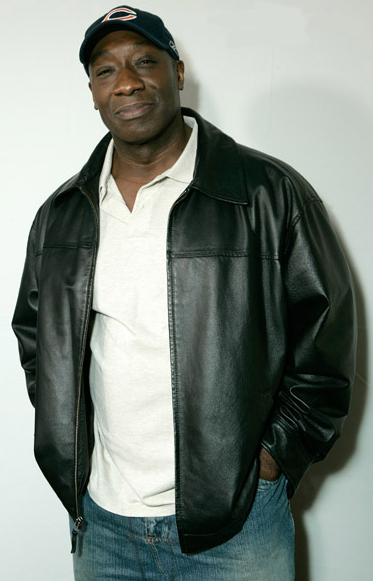
Michael Clarke Duncan interpreta Jerome
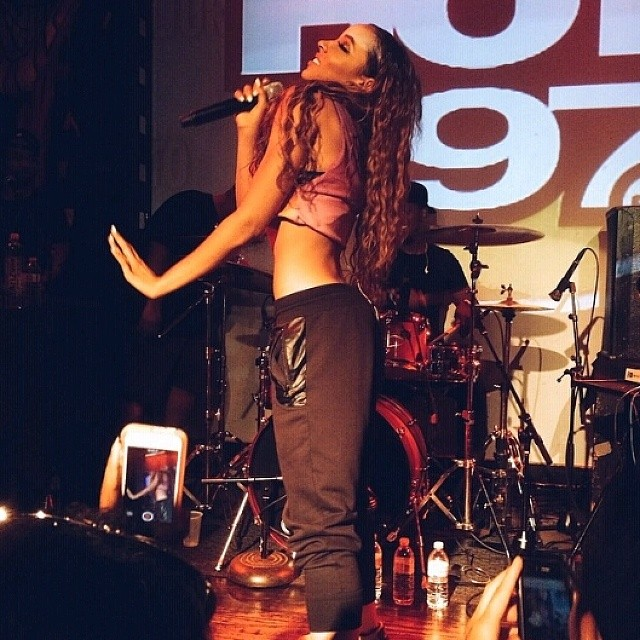
Tinashe interpreta Celeste
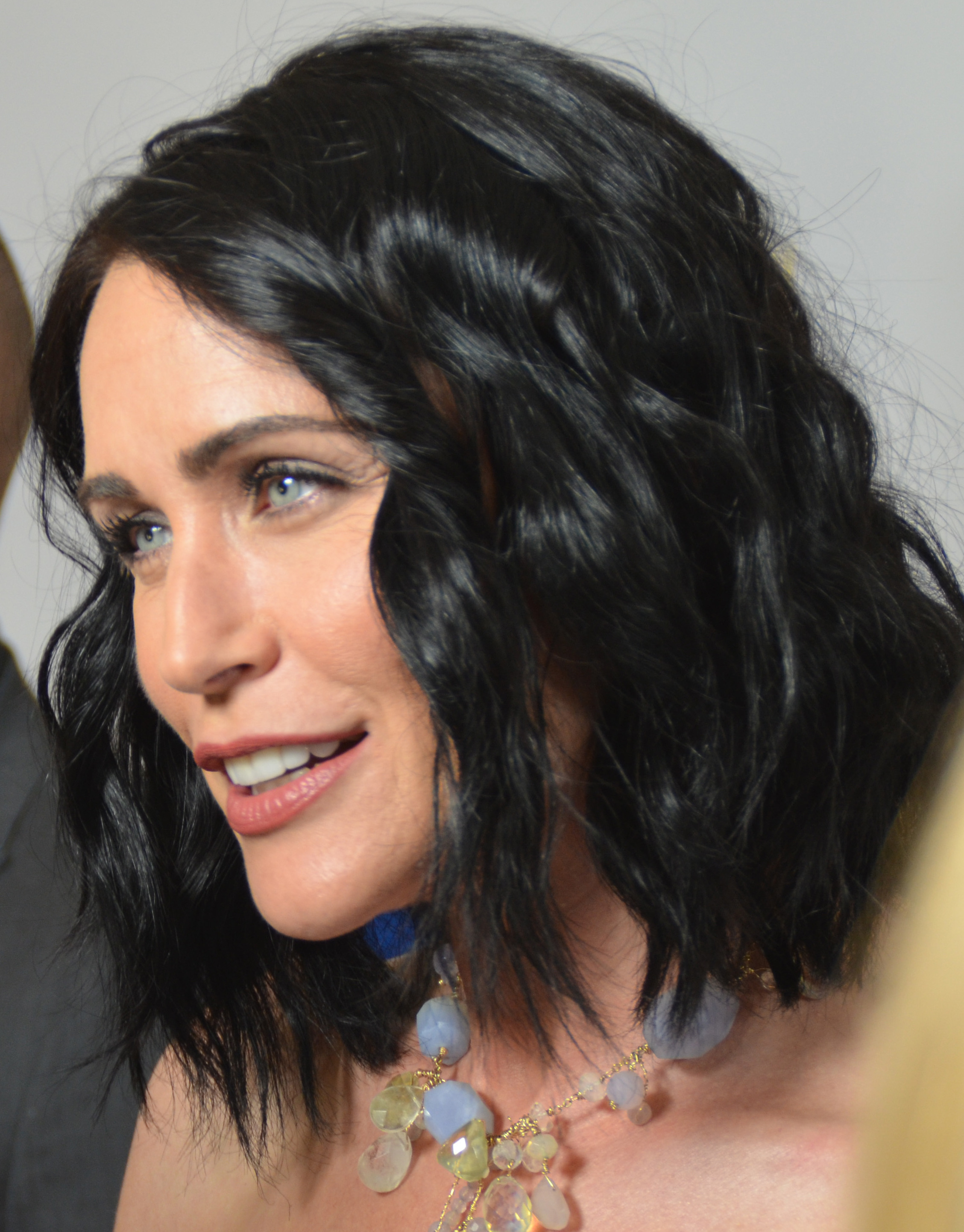
Rena Sofer interpreta Chrissy

### Introdotti nella settima stagione
- Lyndsey MacElroy (stagioni 7-12), interpretata da Courtney Thorne-Smith, doppiata da Laura Boccanera.
È una madre single con la quale Alan intraprende un'intrecciata relazione "tira e molla" che dura per diverse stagioni. Da giovane prese parte a un film per adulti. Nel penultimo episodio della serie, Alan le chiederà di sposarlo e lei accetterà felicemente.
- Elridge MacElroy (stagioni 7-9), interpretato da Graham Patrick Martin, doppiato da Simone Veltroni.
È il figlio di Lyndsey MacElroy. È molto amico di Jake, ed è superficiale quanto lui. Nell'ultimo episodio della nona stagione si arruola insieme a Jake nell'esercito.
- Gail (stagioni 7-9), interpretata da Tricia Helfer.
È la migliore amica di Chelsea, nonostante Charlie cerchi di resistere all'attrazione che prova per lei, per rispetto alla fidanzata, alla fine ci va a letto, in seguito alla sua pausa di riflessione con Chelsea, cosa che suggella la definitiva rottura con lei.
- Tom (stagione 7), interpretato da Stacy Keach, doppiato da Saverio Moriones.
È il padre di Chelsea, sembra soffrire di omofobia, ma in realtà essa serve solo a nascondere la sua omosessualità. Una volta dichiaratosi gay, lascia la moglie per stare con il suo amato, Ed.
- Ed (stagione 7), interpretato da John Amos, doppiato da Vittorio Di Prima.
È il fidanzato di Tom, con il quale va a convivere.
- Betsy (stagione 7), interpretata da Katy Mixon.
È una spogliarellista che Charlie incontra in chiesa, l'uomo, reduce dalla sua rottura con Chelsea, e sull'orlo della disperazione, sposa la donna. Charlie si autoconvince che Betsy sia la donna della sua vita, ma alla fine capisce di aver fatto uno sbaglio, inoltre il loro matrimonio risulta invalido dato che la donna è già sposata. Riappare come allucinazione nella mente di Charlie, insieme a molte altre sue ex con le quali lui ha rotto.

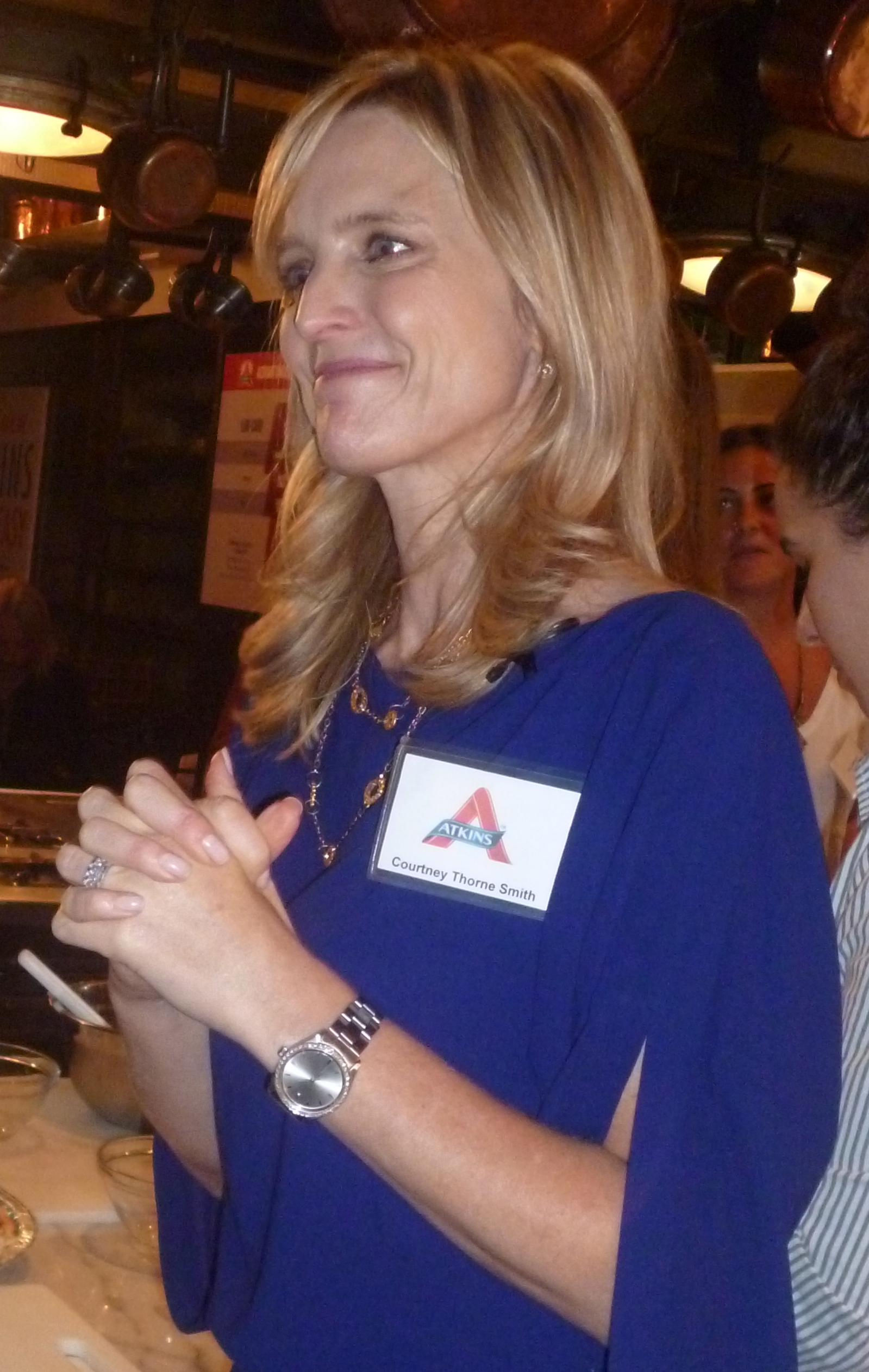
Courtney Thorne-Smith interpreta Lyndsey MacElroy
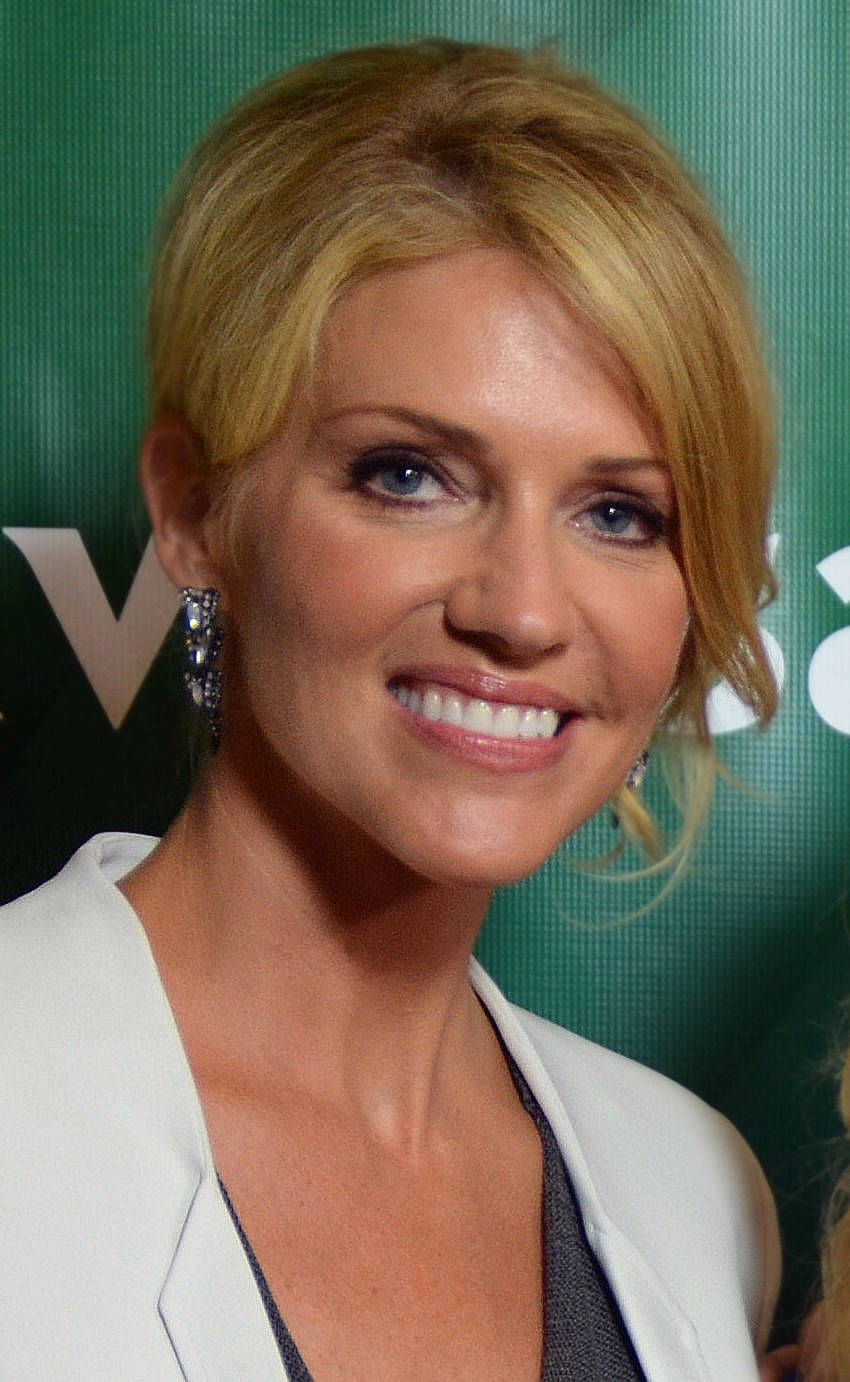
Tricia Helfer interpreta Gail
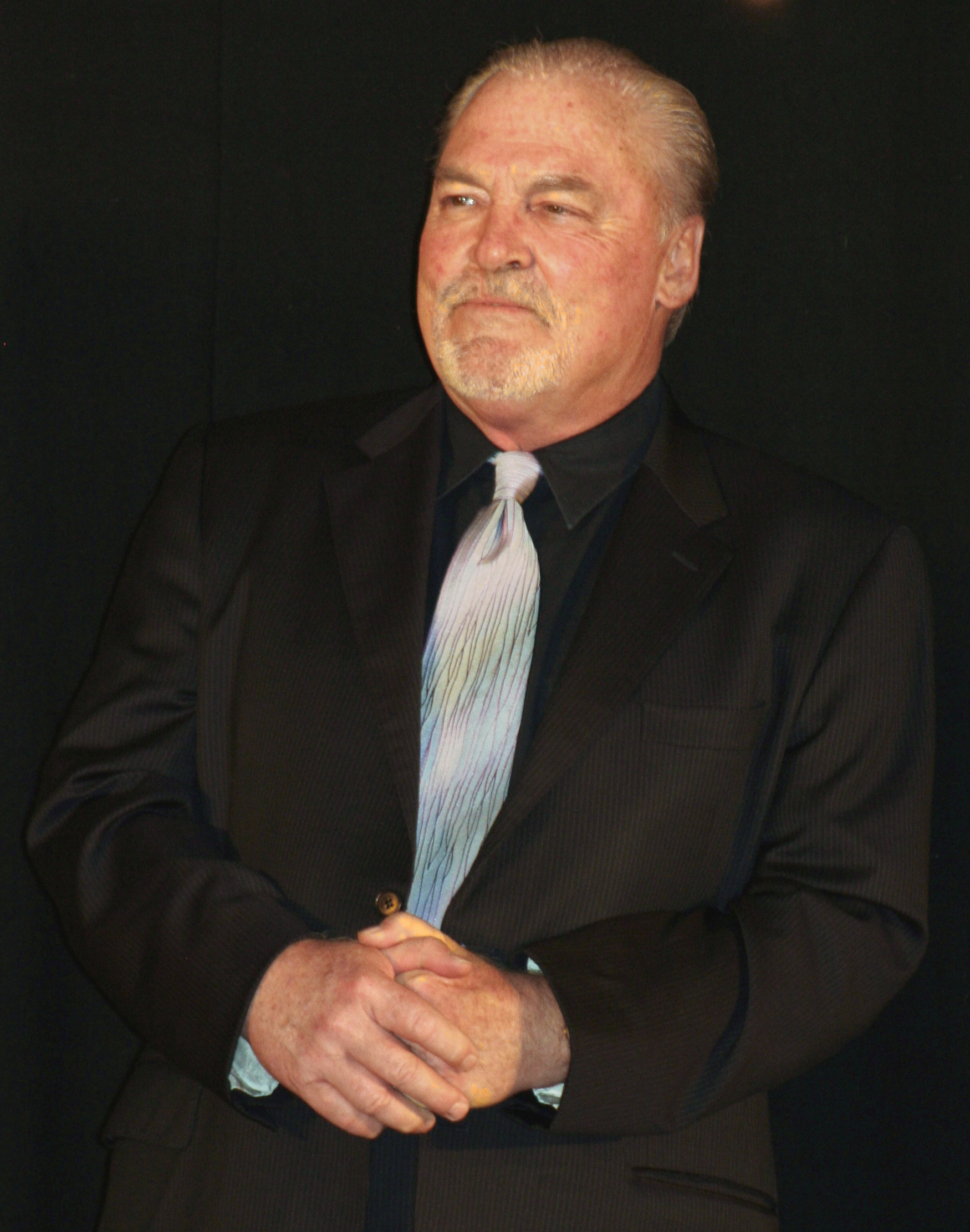
Stacy Keach interpreta Tom
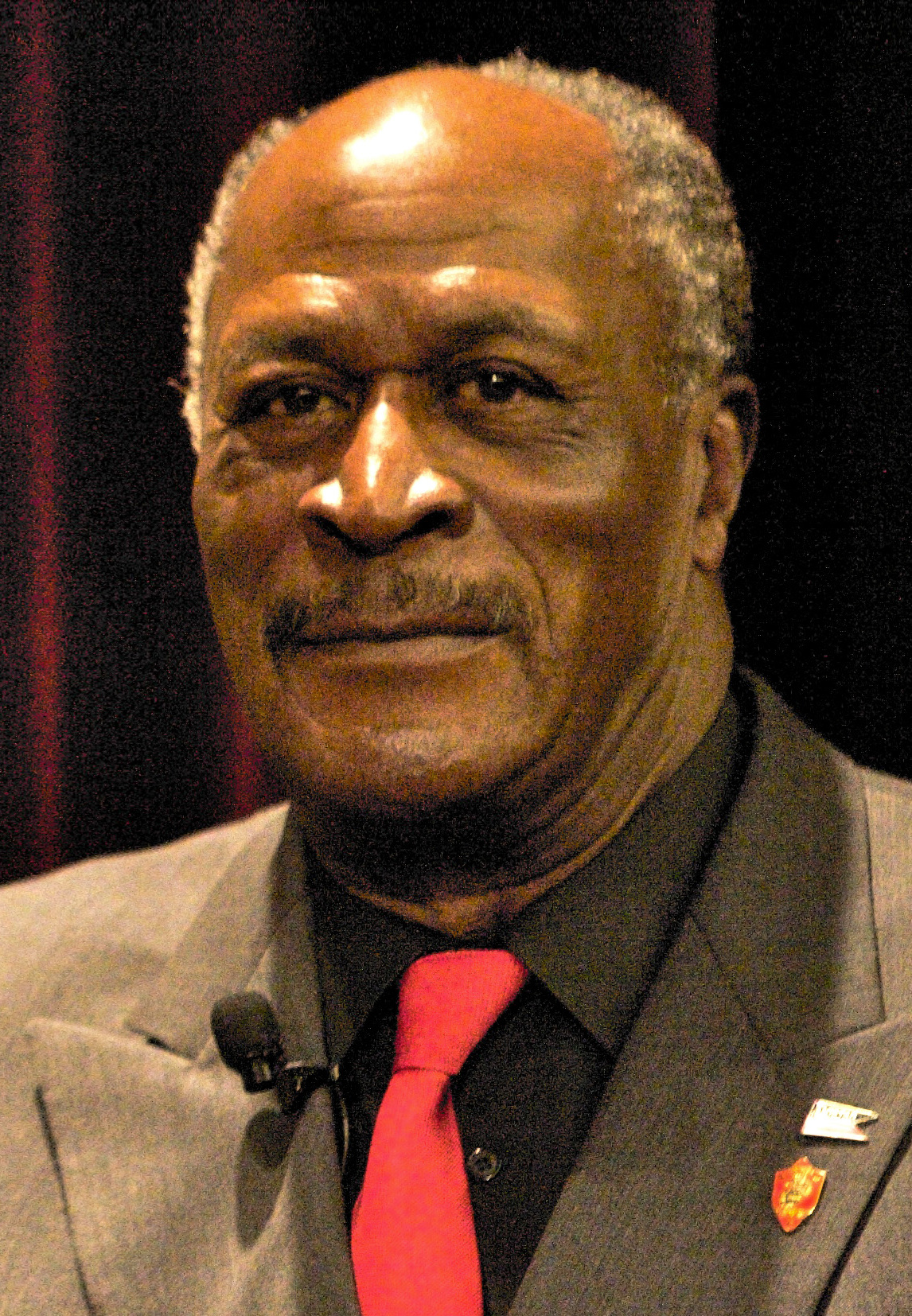
John Amos interpreta Ed
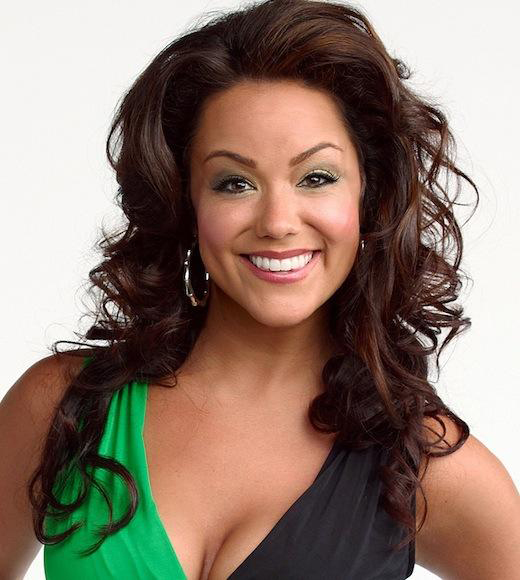
Katy Mixon interpreta Betsy

### Introdotti nell'ottava stagione
- Michelle (stagioni 8-9), interpretata da Liz Vassey, doppiata da Alessandra Cassioli.
È una dermatologa con la quale Charlie intraprende una relazione, nonostante sia di quattro anni più vecchia di lui. Lei lo lascia quando capisce che Charlie è ancora preso da Rose.
- Megan (stagioni 8-9), interpretava Macey Cruthird, doppiata da Claudia Scarpa.
È una compagna di scuola di Jake, prova attrazione per Walden, ma quando quest'ultimo la respinge lei impulsivamente finisce a letto con Jake, con la quale il ragazzo perde la verginità.

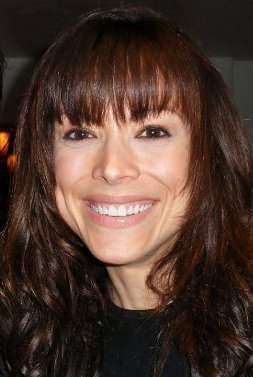
Liz Vassey interpreta Michelle

### Introdotti nella nona stagione
- Bridget Schmidt (stagioni 9-12), interpretata da Judy Greer, doppiata da Germana Longo (st. 9) e Perla Liberatori (st. 10-12).
È l'ex moglie di Walden Schmidt ed ha divorziato da lui perché non diventava mai maturo. Dopo il divorzio vorrebbe riconciliare con Walden ma quest'ultimo è impegnato con la sua nuova fidanzata Zoey; successivamente avrà solo un rapporto di lavoro con Walden, essendo un membro del consiglio di amministrazione della sua azienda.
- Zoey Pierce (stagioni 9-12), interpretata da Sophie Winkleman, doppiata da Alessandra Cassioli.
È stata la prima donna con la quale Walden ha avuto una relazione seria dopo il divorzio; è inglese, ha una figlia avuta dal suo precedente matrimonio ed è un avvocato di successo. Non sopporta Alan ritenendo disdicevole il modo in cui si approfitta di Walden. Decide in seguito di porre fine alla sua storia con Walden, proprio quando lui voleva chiederle di sposarlo. Zoey inizia a frequentare un altro uomo, Peter, ma poi decide di lasciarlo quando capisce di amare ancora Walden, tanto da chiedere a quest'ultimo di ritornare con lei. Purtroppo l'uomo ha intrapreso una relazione con Rose, ma decide di lasciarla per tornare con Zoey; Rose in collera si reca dalla donna facendole credere di aspettare un figlio da Walden, inoltre Zoey si arrabbia con Walden quando scopre che l'uomo aveva chiesto a Rose di vivere con lui, quindi decide di chiudere definitivamente la loro storia.
- Robin Schmidt (stagioni 9-12), interpretata da Mimi Rogers.
È la madre di Walden e membro del consiglio di amministrazione della sua società. Di professione fa la ricercatrice, studiando i comportamenti degli animali, il suo ex marito (il padre di Walden) la lasciò per un'altra. È molto ricca ed è in buoni rapporti con Bridget e Zoey. In un episodio della nona stagione si metterà d'accordo con Bridget per escludere Walden come presidente del consiglio di amministrazione, in quanto entrambe lo ritengono irresponsabile, ma Walden con l'aiuto di Zoey e Alan riuscirà a rimanere in carica. Alan ha sempre provato una forte attrazione per lei, inoltre i due finiscono a letto insieme quando quest'ultima cerca di corromperlo per portarlo dalla parte sua e di Bridget. Nell'undicesima stagione ha un rapporto a tre di una notte con Jenny e l'attrice Lynda Carter, di cui Walden e Alan non verranno mai a sapere.
- Billy Stanhope (stagioni 9-12), interpretato da Patton Oswalt, doppiato da Luigi Ferraro.
È un ex un socio di Walden, con cui ha rotto bruscamente i rapporti dopo che quest'ultimo ha venduto la loro società. Tornerà però a lavorare nuovamente in società con lui. Intraprenderà una relazione con Bridget, l'ex moglie di Walden; i due si daranno a delle attività sessuali particolarmente estreme e disinibite, ma alla fine Bridget lo lascerà proprio a causa della sessualità troppo lasciva di Billy.
- Nigel Pierce (stagione 9), interpretato da Matthew Marsden, doppiato da Roberto Certomà.
È l'ex marito di Zoey, appartenente a una ricca famiglia inglese aristocratica. Walden non lo sopporta.

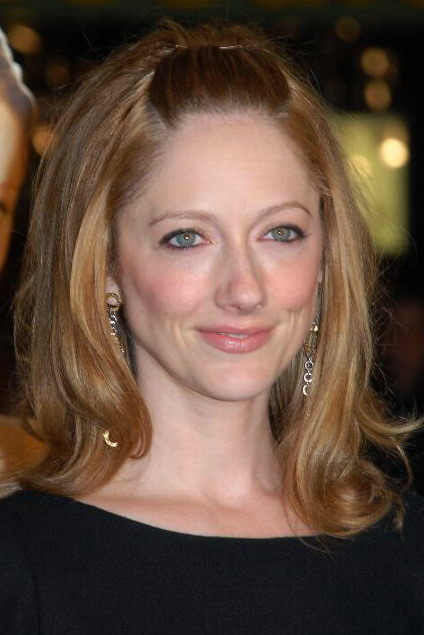
Judy Greer interpreta Bridget Schmidt
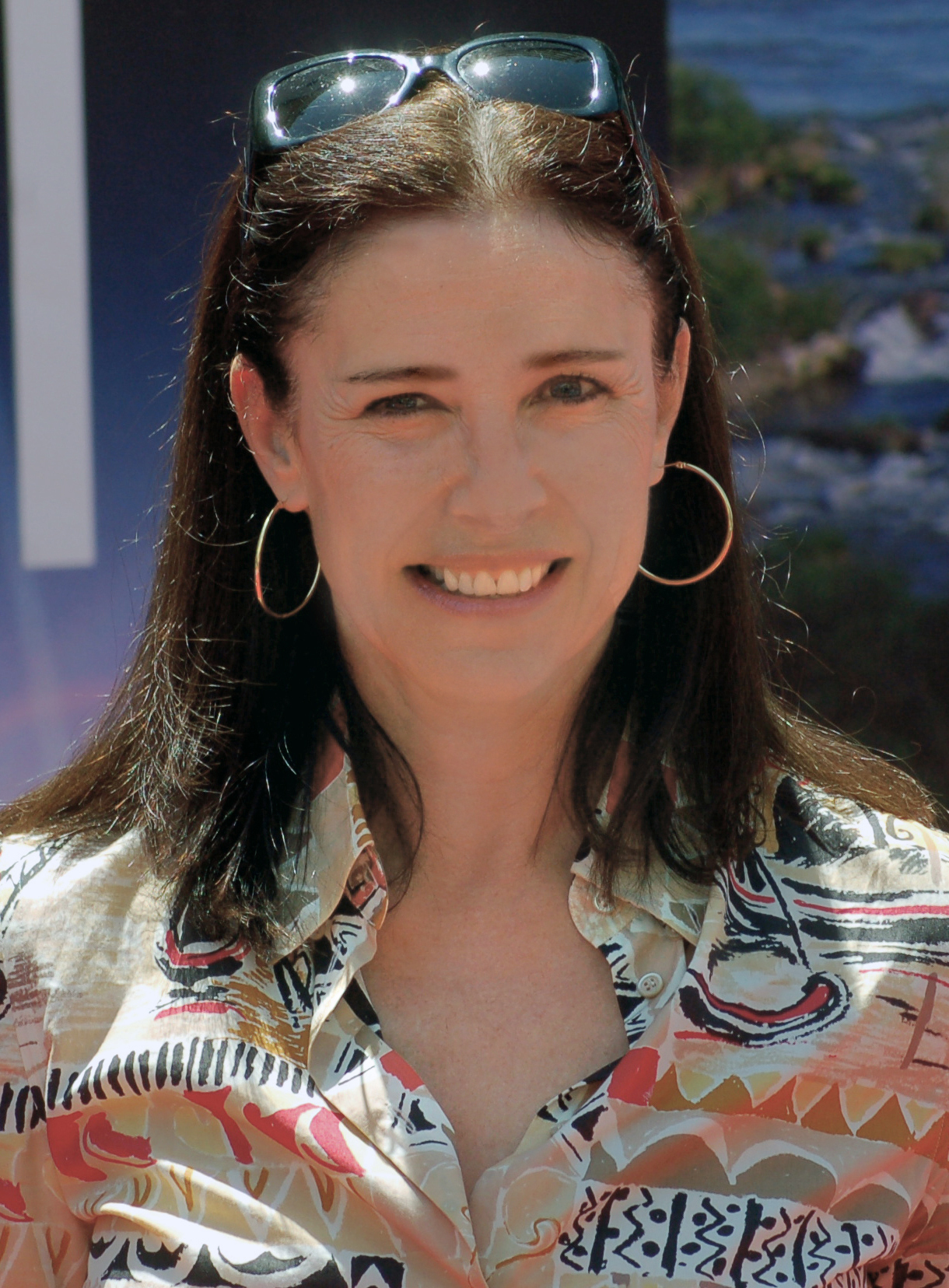
Mimi Rogers interpreta Robin Schmidt
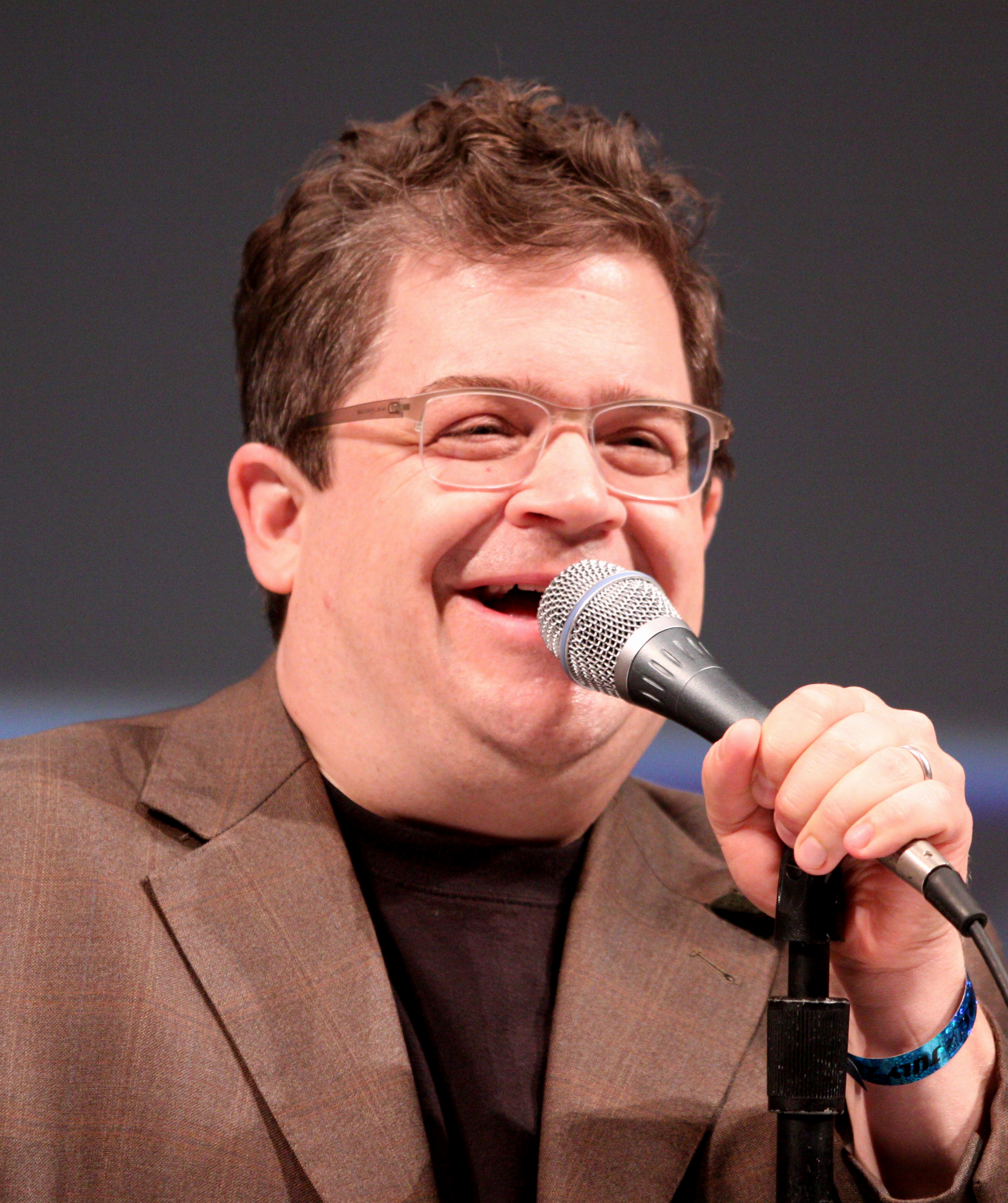
Patton Oswalt interpreta Billy Stanhope

### Introdotti nella decima stagione
- Michael Bolton (stagioni 10-12), interpreta se stesso, doppiato da Roberto Draghetti (stagione 10) e Sergio Lucchetti (stagione 12).
Walden lo ingaggia per la sua fallimentare proposta di matrimonio per Zoey. Walden lo fa venire successivamente al suo matrimonio con Alan, in tale frangente finisce a letto sia con la madre di Walden, che con quella di Alan.
- Missi (stagione 10), interpretata da Miley Cyrus, doppiata da Chiara Gioncardi.
È la figlia di un amico di Walden, è una ragazza particolarmente logorroica. Lei e Jake finiscono a letto insieme.
- Katie (stagioni 10-11), interpretata da Brooke D'Orsay, doppiata da Valentina Favazza.
È una ragazza che sogna di fare la stilista, Walden inizia a uscire con lei, ma per evitare che il suo rapporto venga compromesso dal fatto che è un miliardario (come è sempre successo), le fa credere di essere povero, adottando il nome di Sam. I due si innamorano subito, e vanno a vivere nell'appartamento di lei. Walden decide di finanziare la linea di abbigliamento di Katie, tramite Alan, facendole credere che è un miliardario, quando in realtà è lui a elargire la caparra. Alla fine Walden decide di dirle la verità, quindi lei lo lascia sentendo che Walden l'ha presa in giro per tutto quel tempo. Divenuta una stilista di successo, Katie ritorna da Walden per restituirgli la somma di denaro che lui ha usato per investire sulla sua linea, soprattutto ora che ha trovato un nuovo finanziatore. Lei e Walden finiscono nuovamente a letto insieme, ma decidono di non rivedersi più dato che la ragazza ora è occupata con il suo lavoro. Inoltre si scopre che il nuovo finanziatore di Katie è Rose, la quale (ancora ossessionata da Walden) ha finanziato la linea di Katie solo per allontanarla da Walden. I due dopo un anno si rivedono e decidono di riprovare a ricostruire la loro relazione, ma Walden, proprio quando aveva deciso di chiedere a Katie di sposarlo, incontra una ragazza di nome Vivian, per la quale inizia subito a provare dei forti sentimenti, anche se la conosce da poco, quindi decide di chiudere definitivamente con Katie. Purtroppo anche Vivian decide di chiudere con Walden dato che a suo dire è il tipo di uomo che si innamora troppo facilmente.
- Tammy (stagione 10), interpretata da Jaime Pressly, doppiata da Laura Romano.
È una donna che Jake inizia a frequentare, nonostante sia molto più avanti negli anni di lui, il giovane Harper finisce per innamorarsi di lei. Si guadagna da vivere facendo tatuaggi, Alan inizialmente non era a favore della loro relazione, ma imparando a conoscerla meglio capisce che è una donna gentile e sensibile. La sua relazione con Jake finisce quando lui la tradisce con Ashley, la figlia diciottenne di Tammy.

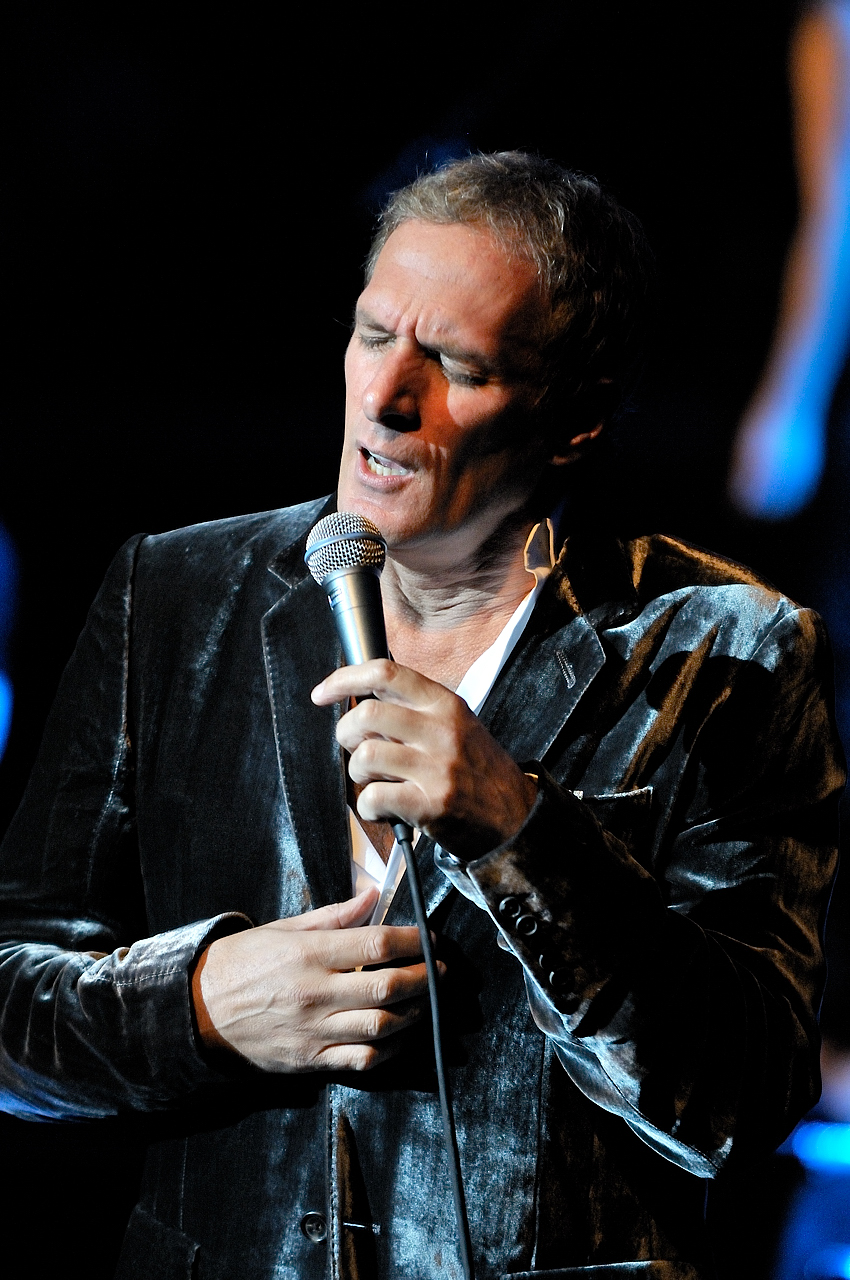
Michael Bolton interpreta se stesso
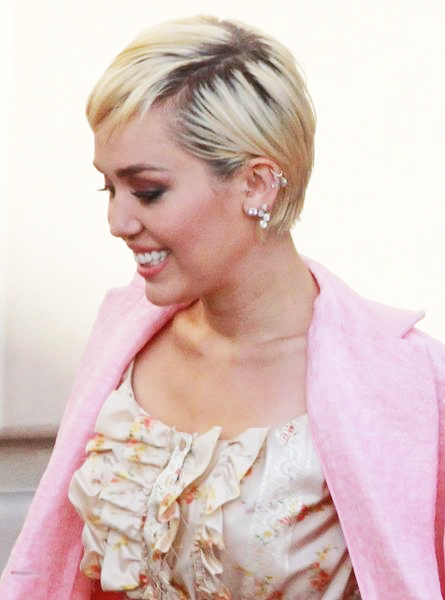
Miley Cyrus interpreta Missi
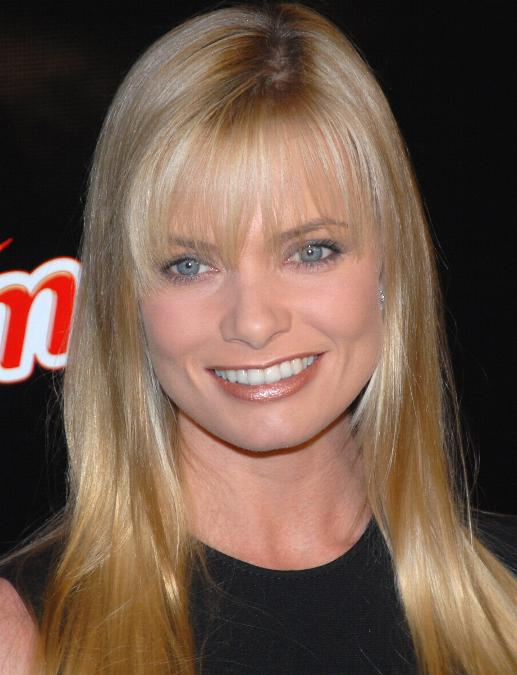
Jaime Pressly interpreta Tammy

### Introdotti nell'undicesima stagione
- Nicole (stagione 11), interpretata da Odette Yustman, doppiata da Chiara Gioncardi.
Un tempo lavorava per Walden, pure lei è un'esperta di informatica, e lavora in proprio. Chiederà a Walden di aiutarla a sviluppare un software, però i due col tempo inizieranno a provare dei sentimenti l'uno per l'altra, infine intraprenderanno una relazione. Quando Nicole deciderà di entrare in società con Google, che è interessato al suo lavoro, lei e Walden si lasceranno dato che lui non è d'accordo con la sua scelta di rinunciare alla sua indipendenza.
- Barry Foster (stagioni 11-12), interpretato da Clark Duke, doppiato da Flavio Aquilone.
È un amico e collega di Nicole, vive nel suo garage, aiutandola nel suo progetto. Ha sempre provato una vera e propria ammirazione per Walden, diventando subito suo amico, anche se tende a essere troppo invadente alle volte. Quando Nicole si metterà in affari con Google, Barry, invece che seguirla, deciderà di lavorare insieme a Walden, il quale lo ospiterà a casa sua per un po' di tempo, e poi gli comprerà un appartamento. Col tempo stringerà un buon rapporto di amicizia anche con Alan, ma soprattutto con sua nipote Jenny.
- Brooke (stagione 11), interpretata da Aly Michalka, doppiata da Domitilla D'Amico.
È, inizialmente, una delle tante ragazze con cui Jenny finisce a letto, ma per la quale inizierà subito a provare qualcosa per lei, al di fuori dell'intesa sessuale. Le due intraprenderanno una relazione seria, cosa che per molti versi mette Jenny a disagio dato che è sempre stata abituata a relazioni superficiali, però Walden e Alan daranno una mano alla ragazza a far funzionare la sua storia con Brooke, aiutandola ad aprirsi.
- Larry Martin (stagioni 11-12), interpretato da D. B. Sweeney, doppiato da Marco Mete.
È il nuovo fidanzato di Lindsey, dopo la sua rottura con Alan. Nonostante sia un uomo affascinante e di successo, Lindsey lo tradisce ripetutamente con Alan, essendo ancora presa dal suo ex. Alan, volendo conoscerlo meglio, decide di avvicinarsi a lui con il falso nome di "Jeff Strongman", scoprendo che Larry è un uomo semplice e gentile. Larry arriverà a considerarlo subito il suo migliore amico, andando molto d'accordo con lui, infatti ha ammesso più volte di preferire la compagnia di Jeff (Alan) a quella di Lindsey. Alla fine Alan confesserà il suo segreto a Larry, il quale lascerà Lindsey per non averglielo detto, inoltre Walden, senza volerlo, gli rivelerà che Lindsey lo tradiva con Alan. Appare per l'ultima volta quando Alan e Walden cercheranno di adottare il figlio di una giovane ragazza rimasta incinta, curiosamente sembra che sia rimasto in ottimi rapporti di amicizia con Alan e Walden.
- Gretchen Martin (stagione 11), interpretata da Kimberly Williams-Paisley, doppiata da Stella Musy.
È la sorella di Larry, lei e suo marito divorzieranno dato che lui la tradiva con la sua migliore amica. Lei e Alan, il quale fingeva di essere Jeff Strongman, inizieranno a uscire insieme, Gretchen è praticamente uguale ad Alan sotto molti punti di vista. Alla fine scoprirà che Jeff non è il suo vero nome, e nonostante l'iniziale delusione lo perdonerà. Alan le chiederà di sposarlo, e lei gli dirà di sì, ma il loro matrimonio verrà rovinato da Lindsey, ancora innamorata di Alan, che farà venire alla cerimonia il suo ex marito. Gretchen, ancora innamorata di lui, lascerà Alan.

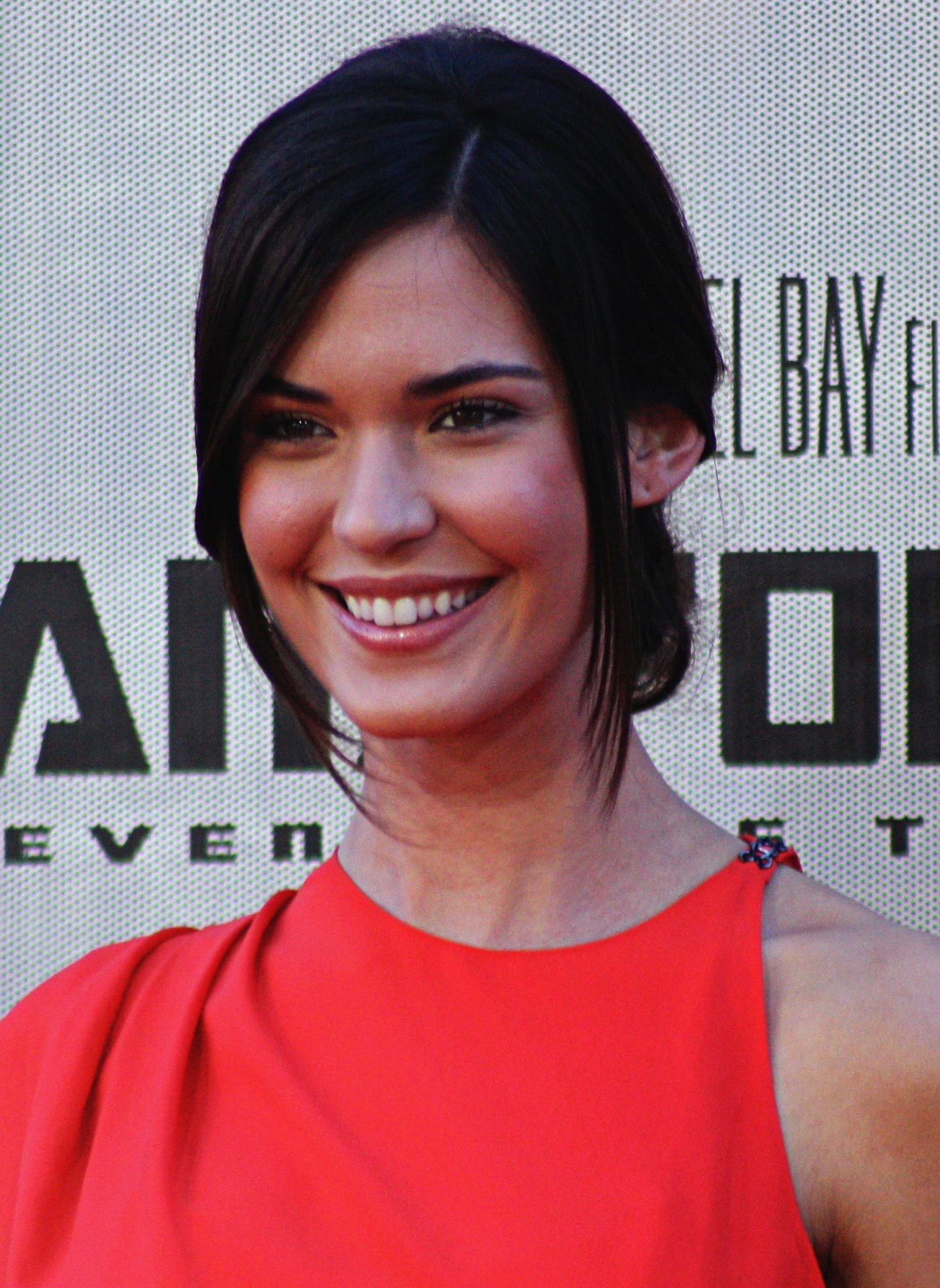
Odette Yustman interpreta Nicole
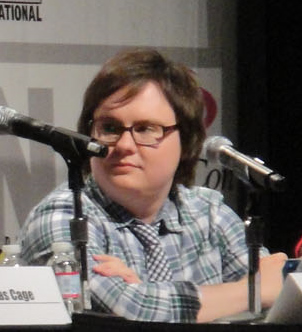
Clark Duke interpreta Barry Foster
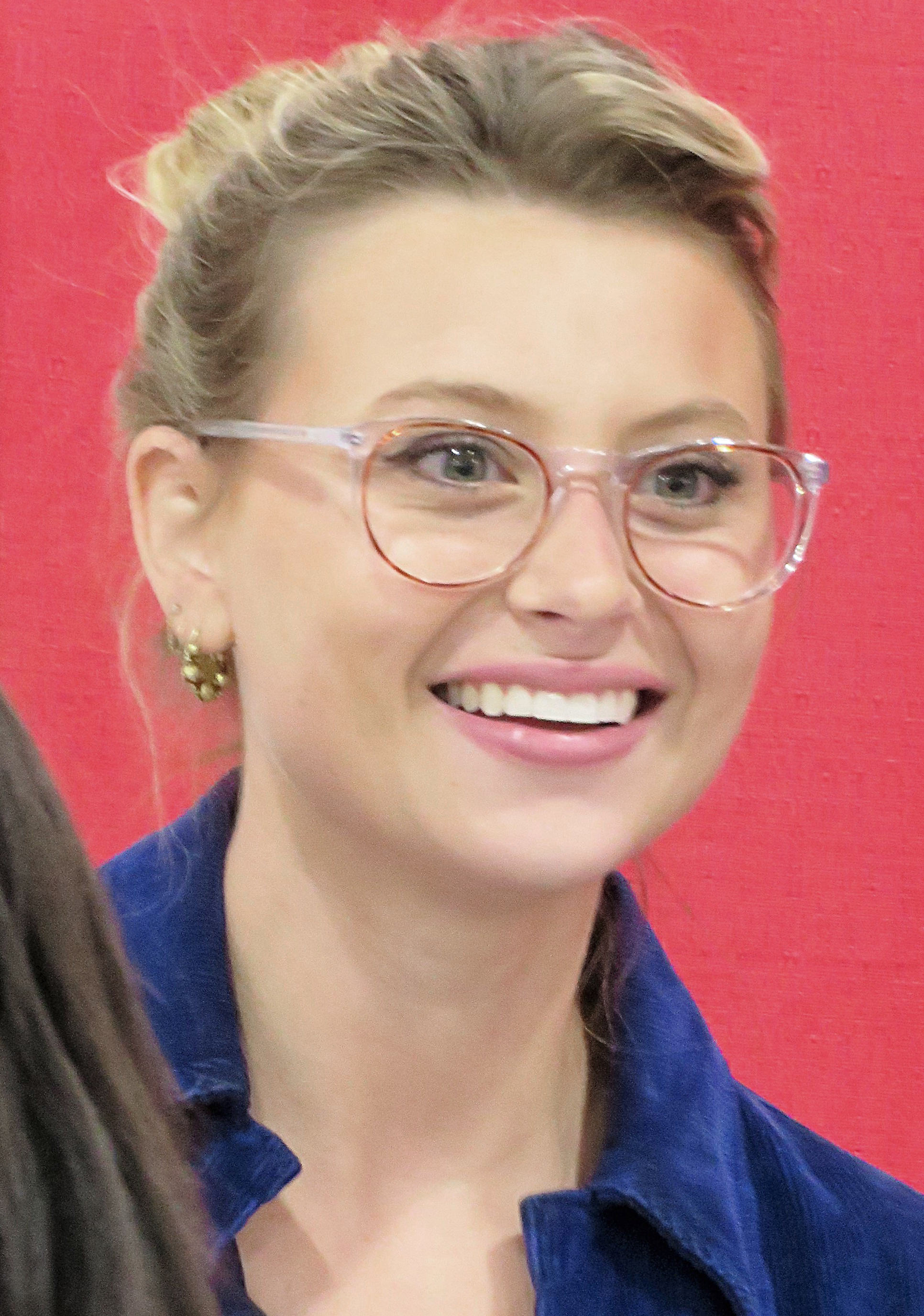
Aly Michalka interpreta Brooke
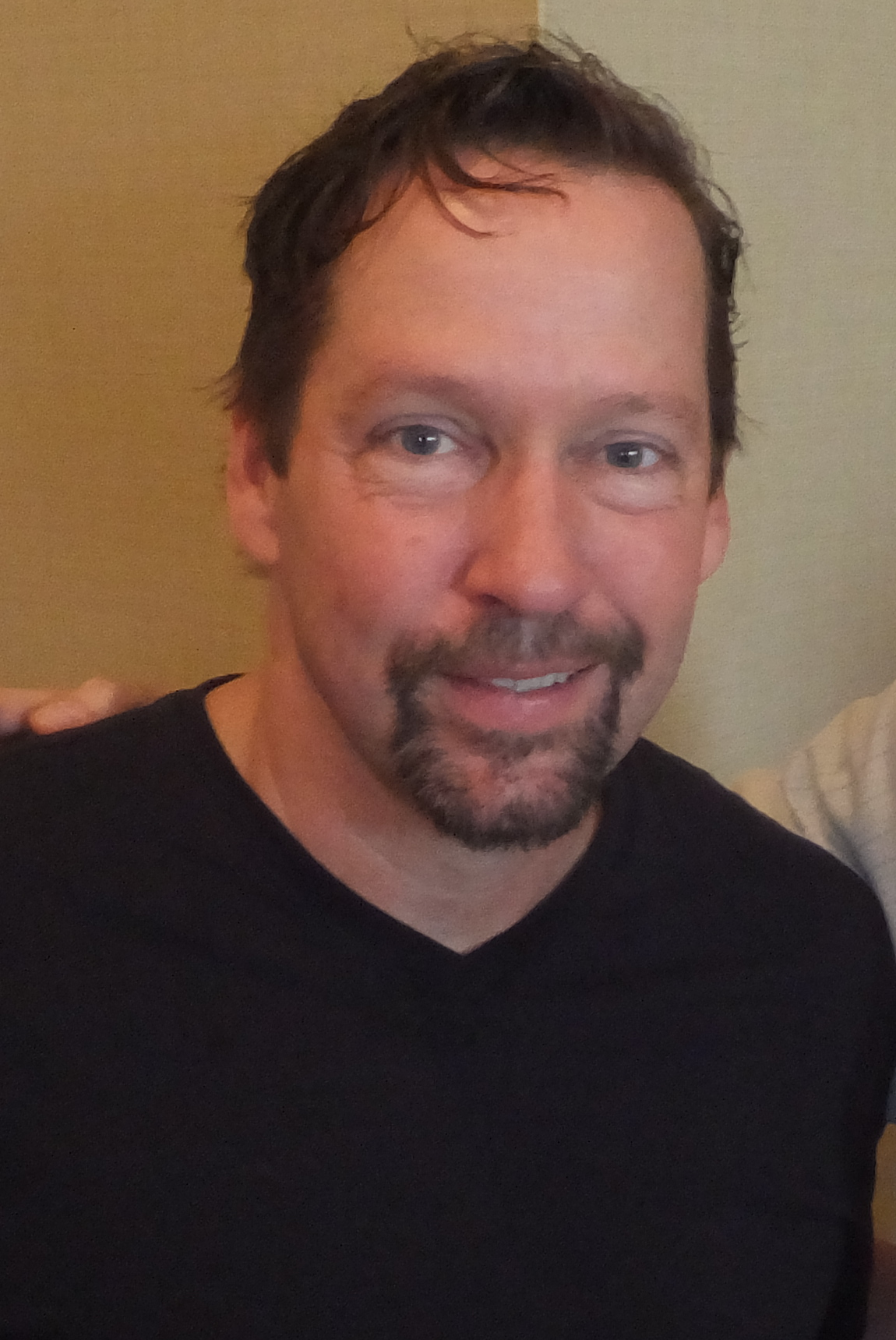
D. B. Sweeney interpreta Larry Martin
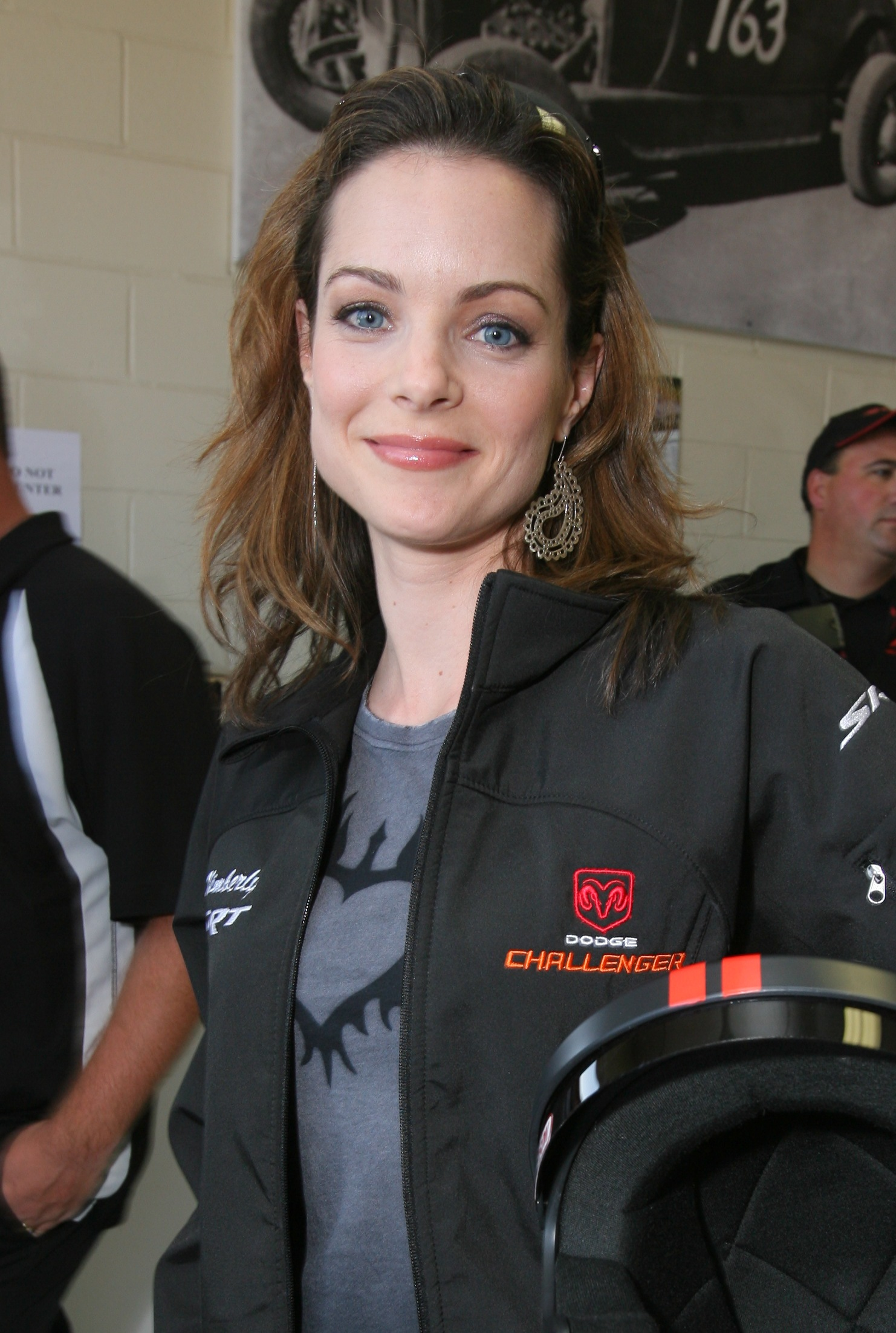
Kimberly Williams-Paisley interpreta Gretchen Martin

### Introdotti nella dodicesima stagione
- Signorina McMartin (stagione 12), interpretata da Maggie Lawson, doppiata da Emanuela Damasio.
È l'assistente sociale che segue l'adozione di Louis, a cui Alan e Walden fanno credere di essere gay dopo il loro matrimonio. Curiosamente non è dato sapere quale sia il suo nome dato che tutti la chiamano semplicemente "signorina McMartin". Fa poca vita sociale, inoltre vive con dei gatti, è molto simile a Walden perché come lui si innamora facilmente. Quando scoprirà che Alan e Walden non sono gay, deciderà in un primo momento di portagli via il bambino, ma quando capisce che Walden è un padre amorevole, cambia idea. Inizialmente lei e Alan intraprenderanno una storia, ma lui la lascerà per tornare con Lyndsey, successivamente si metterà con Walden, e i due diventeranno ufficialmente una coppia dopo che lui e Alan divorzieranno.
- Laurel (stagione 12), interpretata da Deanna Russo, doppiata da Daniela Calò.
È una madre single, suo marito la lasciò per la baby sitter, lei e Walden intraprenderanno una breve storia.

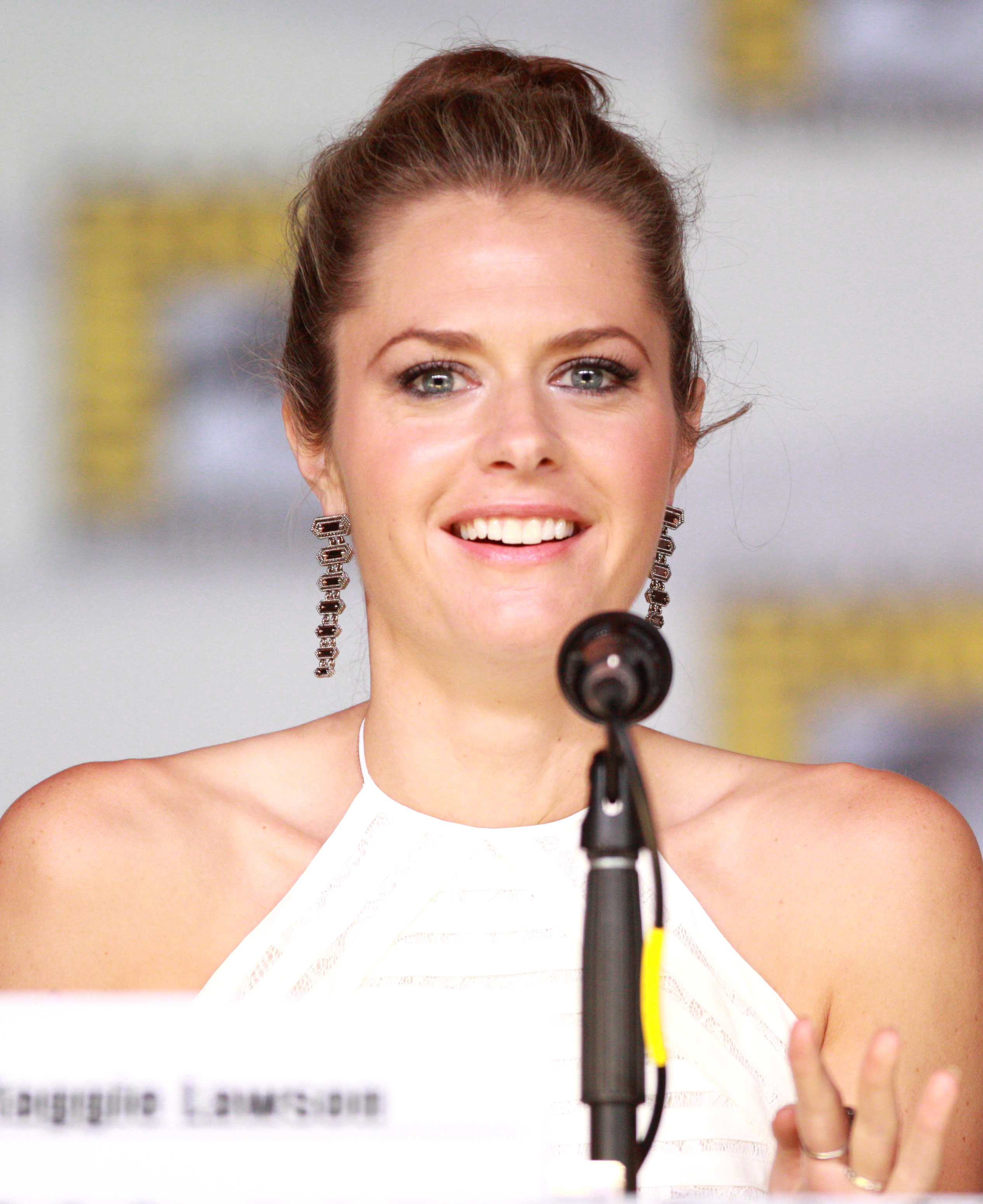
Maggie Lawson interpreta la signorina McMartin